# Riscaldamento globale

Visualizzazione grafica che confronta la temperatura media rilevata sulla Terra dal 2010 al 2019 con quella rilevata dal 1951 al 1978 (NASA 2020)

Confronto tra la temperatura osservata ogni anno dalla NASA e la temperatura media rilevata tra il 1850 e il 1900 ("valori pre-industriali").
Questo grafico evidenzia le cause umane del riscaldamento globale; i fattori naturali lo influenzano positivamente o negativamente, causando l'irregolarità dell'andamento della temperatura di anno in anno.

Il riscaldamento globale (global warming, talvolta detto riscaldamento climatico o surriscaldamento climatico) indica in climatologia il mutamento del clima terrestre sviluppatosi a partire dalla fine del XIX secolo e l'inizio del XX secolo e tuttora in corso, caratterizzato in generale dall'aumento della temperatura media globale e da fenomeni atmosferici ad esso associati (es. incremento di fenomeni estremi legati al ciclo dell'acqua quali alluvioni, siccità, desertificazione, scioglimento dei ghiacci, innalzamento del livello degli oceani, e modifiche ai pattern di circolazione atmosferici con ondate di freddo, fenomeni ciclonici più intensi ecc.).
Le cause predominanti sono da ricercare nell'attività umana, in ragione delle emissioni nell'atmosfera terrestre di crescenti quantità di gas serra (con conseguente incremento dell'effetto serra) e ad altri fattori imputabili sempre alle attività umane; il protocollo di Kyoto, sottoscritto nel 1997 e che al novembre 2009 conta l'adesione di 187 Stati, vuole mirare alla riduzione di tali gas serra prodotti dall'uomo. 
L'Accordo di Parigi, sottoscritto a dicembre 2015, impegna gli Stati partecipanti a mantenere l'aumento della temperatura globale "ben al di sotto di 2 °C" rispetto ai livelli pre-industriali.

## Storia

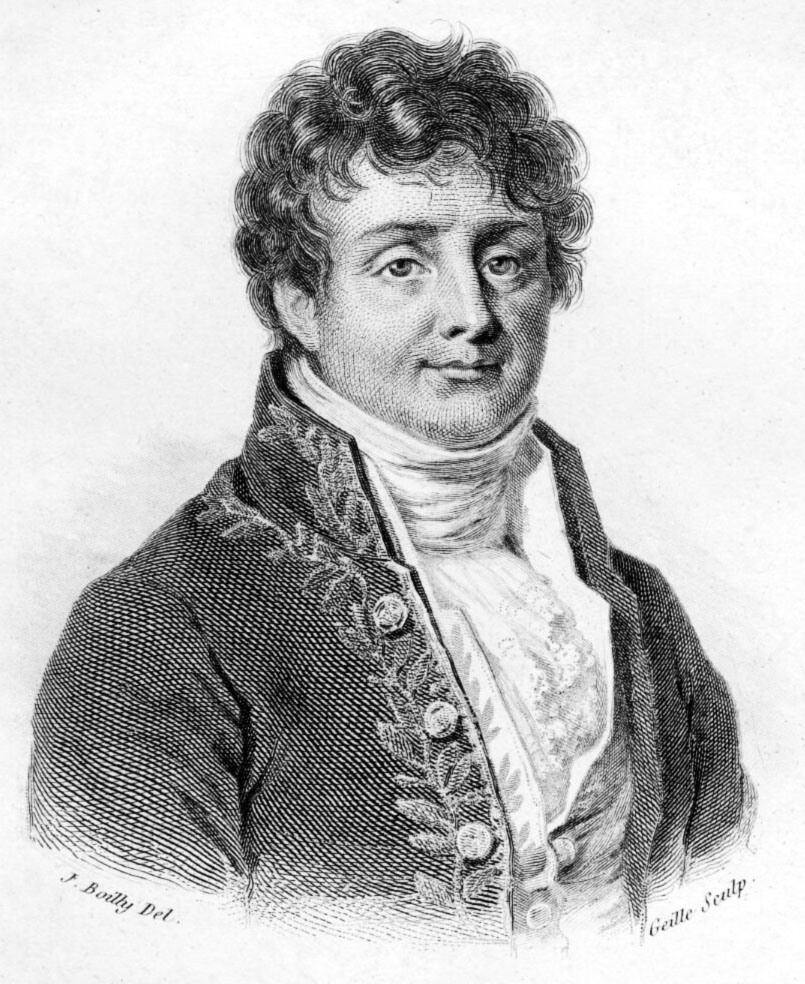
Jean Baptiste Joseph Fourier

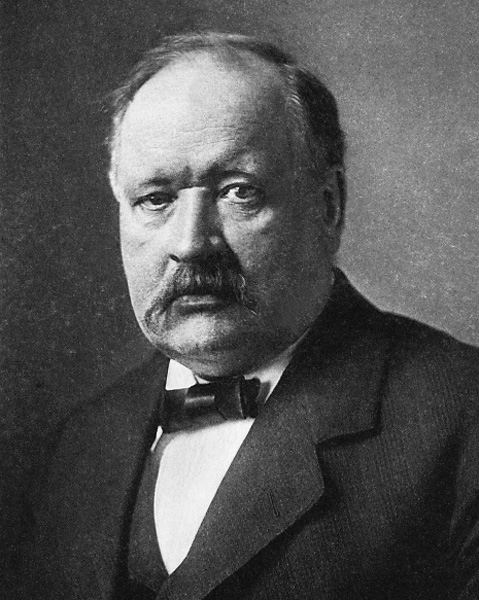
Svante Arrhenius

### Cronologia
Le principali tappe della comprensione scientifica del fenomeno del riscaldamento globale e del ruolo della CO2 sono le seguenti:
- 1824 Joseph Fourier calcola che dal calore dei raggi solari la Terra dovrebbe risultare molto più fredda e fa tre ipotesi di cui una prende in considerazione l'effetto serra dell'atmosfera.
- 1856 Eunice Newton Foote osserva sperimentalmente l'effetto di riscaldamento della luce solare su diversi gas e teorizza che la modifica della proporzione di anidride carbonica (CO2) nell'atmosfera ne avrebbe modificato la temperatura.
- 1859 John Tyndall (indipendentemente da Eunice Newton Foote[9]) scopre che alcuni gas bloccano la radiazione infrarossa, suggerendo che cambiamenti nella concentrazione dei gas, CO2 in particolare, potrebbe causare cambiamenti climatici.
- 1896 Svante Arrhenius pubblica il primo calcolo del riscaldamento globale da un aumento della CO2, e comprende il ruolo del vapore acqueo nell'amplificazione del fenomeno.
- 1901 Nils Ekholm usa per la prima volta la parola "effetto serra". Knut Ångström, sulla base di esperimenti possibili all'epoca, in contrasto con Arrhenius, ritiene che l'effetto di assorbimento della radiazione infrarossa da parte della CO2 saturi rapidamente.
- 1938 Milutin Milanković propone la sua teoria astronomica dei cambiamenti orbitali per spiegare la causa delle ere glaciali.
- 1938 Guy Callendar argomenta sul riscaldamento globale da effetto serra in corso per l'aumento di CO2, in accordo con quanto predetto da Arrhenius.
- 1956 Gilbert Plass calcola il riscaldamento mediante un modello a strati dell'atmosfera.
- 1957 Hans Suess identifica la traccia isotopica dei combustibili fossili in atmosfera.
- 1960 Charles David Keeling misura accuratamente la CO2 in atmosfera e ne rileva la crescita annuale.
- 1963 Calcoli sul feedback da vapore acqueo mostrano che la sensibilità climatica al raddoppio della CO2 poteva essere maggiore di quanto ritenuto fino ad allora.
- 1967 Manabe e Wetherald sviluppano il primo modello al computer per simulare il clima terrestre.
- 1971 Rasool e Schneider modellizzano l'effetto di raffreddamento degli aerosol.
- 1979 Prima conferenza mondiale sul clima, organizzata da OMM, UNEP, FAO, UNESCO e OMS.
- 1988 James Hansen presenta i risultati dei modelli climatici del NASA Goddard Institute che predicono l'aumento del riscaldamento globale, testimoniando al Senato USA.
- 1990 Primo rapporto del Gruppo intergovernativo sul cambiamento climatico (IPCC).
- 1997 Protocollo di Kyoto.

## Descrizione

Anomalia media della temperatura atmosferica a terra e della temperatura della superficie dei mari, così come ricostruita dalla NASA, nelle serie storiche dal 1880 al 2020

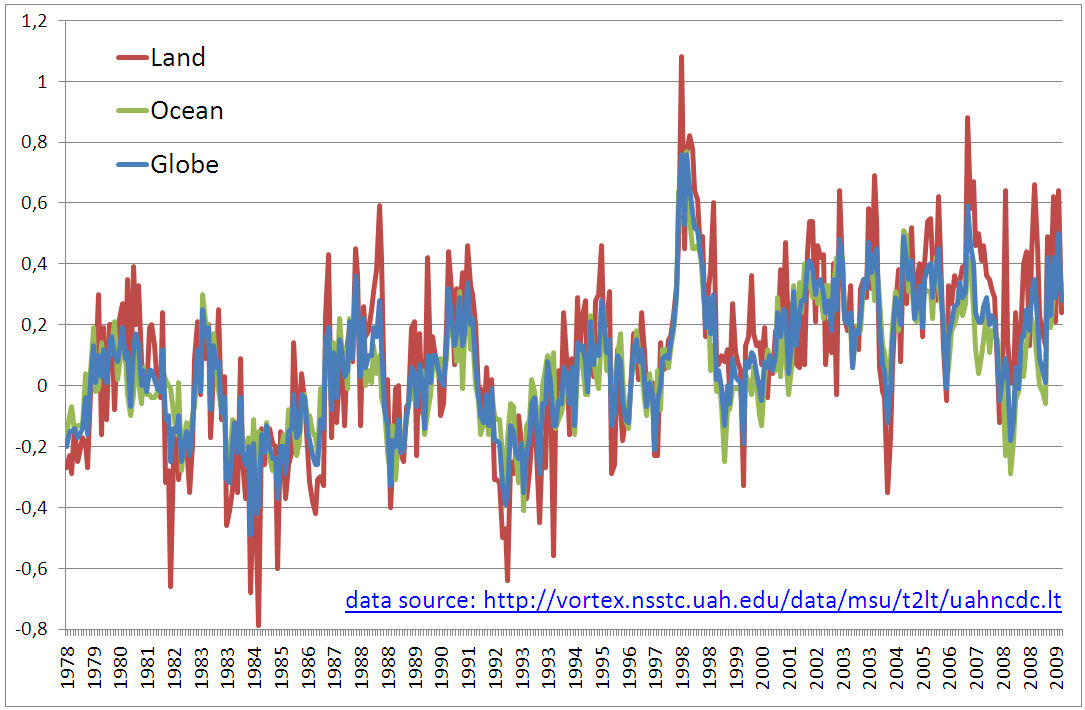
Anomalia media della temperatura atmosferica a terra e della superficie dei mari, così come registrata tra il 1978 e il 2009 dai satelliti

### Conseguenze
Nel corso della storia della Terra si sono registrate diverse variazioni del clima che hanno condotto il pianeta ad attraversare diverse ere glaciali, alternate a periodi più caldi detti ere interglaciali. Queste variazioni sono riconducibili principalmente a mutamenti periodici dell'assetto orbitale del nostro pianeta (cicli di Milanković), con perturbazioni dovute all'andamento periodico dell'attività solare e alle eruzioni vulcaniche (per emissione di CO2 e di polveri). Anche negli ultimi 2000 anni si è assistito a variazioni naturali come il periodo caldo romano, l'optimum climatico medioevale e la piccola era glaciale.

### Recente riscaldamento
Per riscaldamento globale s'intende invece un fenomeno di incremento delle temperature medie della superficie della Terra non riconducibile a cause naturali e riscontrato a partire dall'inizio del XX secolo. Secondo il quarto rapporto del Gruppo intergovernativo sul cambiamento climatico (IPCC) del 2007 la temperatura media della superficie terrestre è aumentata di 0,7 ± 0,2 °C durante il XX secolo.
I dati delle serie storiche termiche in possesso degli scienziati indicano che il riscaldamento non è uniforme in tutto il globo: è maggiore sulla terraferma che sugli oceani. Inoltre, per via della maggiore distribuzione di terre emerse e relativa antropizzazione, è più accentuato nell'emisfero boreale che in quello australe e superiore a latitudini settentrionali piuttosto che a quelle medie e basse. Le zone dell'Artide della Siberia e del Canada sono in forte riscaldamento, all'opposto la zona dell'Antartide è in raffreddamento.
L'aumento delle temperature sta causando importanti perdite di ghiaccio e l'aumento del livello del mare. Sono visibili anche conseguenze sulle strutture e intensità delle precipitazioni, con conseguenti modifiche nella posizione e nelle dimensioni dei deserti subtropicali. L'oscuramento globale, causato dall'incremento della concentrazione in atmosfera di aerosol, rilevato tra gli anni 1960 e 1980, bloccando i raggi del sole, avrebbe mitigato almeno in parte gli effetti del riscaldamento globale.

### IPCC

Logo IPCC

Per analizzare in modo accurato le variazioni del clima, le Nazioni Unite hanno costituito nel 1988 una Commissione Intergovernativa sul Cambiamento Climatico (IPCC, Intergovernment Panel on Climate Change) che raccoglie rappresentanti provenienti dalle nazioni aderenti alle Nazioni Unite. L'IPCC si occupa di valutare le informazioni disponibili negli ambiti tecnico, scientifico, e socio-economico, legati al tema dei cambiamenti climatici, al loro possibile impatto e alle opzioni di adattamento e di mitigazione. I rapporti dell'IPCC sono usciti in varie edizioni a partire dal 1991 e fanno da ponte tra la comunità scientifica e i decisori politici (attraverso il cosiddetto Summary for Policymakers). Secondo quanto riportato dalla commissione, la temperatura superficiale globale del pianeta sarebbe aumentata di 0,74 ± 0,18 °C durante gli ultimi 100 anni, fino al 2005. I cambiamenti climatici non comportano solo il riscaldamento globale, ma anche una grande intensificazione del ciclo idrogeologico. Mentre a livello globale ciò comporta un aumento dell'evaporazione e della precipitazione, a livello regionale, gli impatti dipendono dalla regione.

### Studio scientifico

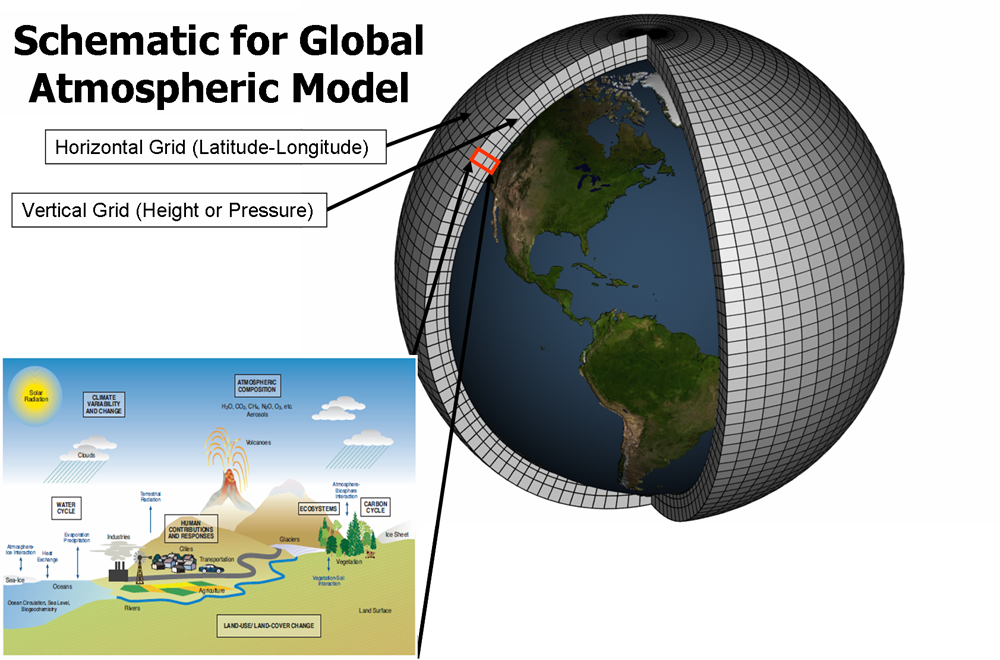
Schematizzazione di un Modello del clima

Lo studio scientifico del riscaldamento globale attuale da parte della comunità scientifica (climatologi IPCC) si fa attraverso due distinte procedure, appoggiandosi a metodologie proprie della statistica e della teoria della complessità: da una parte si analizzano i dati scientifici misurabili significativi per la cosiddetta detection ovvero i parametri di riferimento delle sopraddette cause (temperatura dell'aria, temperatura degli oceani (SST), attività solare, concentrazioni di gas serra) per verificare la tendenza nel lungo periodo che attesti l'avvenuto riscaldamento o meno (analisi delle serie storiche), dall'altra si utilizzano dei modelli climatici di simulazione che tengano conto più o meno di tutti i fattori coinvolti nella regolazione del sistema climatico ovvero costruiti a partire dalla conoscenza dello stato dell'arte del funzionamento del clima tenendo conto delle leggi fisiche (es. irraggiamento) e dei vari processi di retroazione. Tali modelli, una volta costruiti, vengono validati sulla scorta dei dati climatici passati ovvero applicando il modello a tempi passati e verificando la bontà o meno del clima simulato con quello effettivo passato.
Tali simulazioni consentono di evidenziare sia le cause del cambiamento climatico (attribution) sia di operare prognosi future; le attribuzioni delle cause vengono effettuate tipicamente inserendo o togliendo forzanti energetici e verificando l'output del modello sulla scorta dei dati passati ovvero pesando i contributi di ciascun fattore antropico e naturale (in tal modo molte simulazioni hanno evidenziato che il forcing della CO2 risulterebbe indispensabile a ricreare i dati climatici del recente passato facendo da innesco a molti altri feedback positivi, risultando dunque causa prima del fenomeno); le proiezioni future vengono spesso chiamate "scenari" in quanto tengono conto di vari possibili livelli di concentrazione di anidride carbonica in funzione dello sviluppo economico dei vari Paesi della Terra.

## Cause

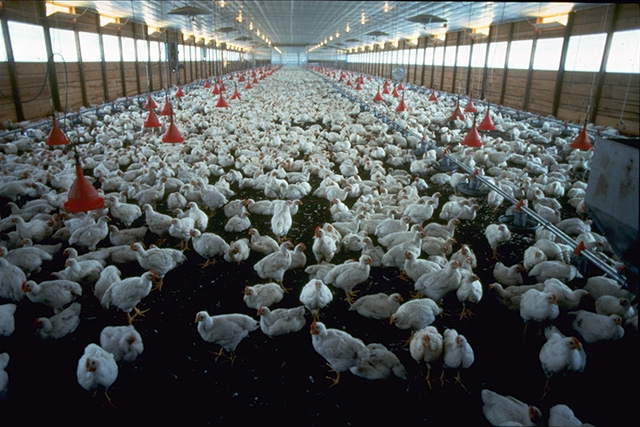
Anche l'allevamento intensivo contribuisce al rilascio di grandi quantità di gas serra

I cambiamenti recenti del clima sono stati analizzati più in dettaglio solo a partire dagli ultimi cinquanta anni, cioè da quando le attività umane sono cresciute esponenzialmente ed è diventata possibile l'osservazione dell'alta troposfera. Tutti i principali fattori ai quali è attribuito il cambiamento climatico sono legati alle attività dell'uomo. In particolare questi sono:
- incremento della concentrazione di gas serra nell'atmosfera;
- cambiamenti sulla superficie terrestre come la deforestazione;
- incremento di aerosol;
- allevamento intensivo.

Un rapporto del Gruppo intergovernativo sul cambiamento climatico conferma la certezza che l'aumento di CO2, metano (CH4) e protossido di azoto (N2O) nell'atmosfera durante l'era industriale sia il risultato delle attività umane; conferma anche che le attività umane sono il principale motore di molti cambiamenti osservati nell'atmosfera, nell'oceano, nella criosfera e nella biosfera. Il riscaldamento interessa sia l'oceano sia l'atmosfera. La comunità scientifica è concorde all’unanimità nell’indicare come responsabili della crisi climatica le attività umane, in particolare questo fenomeno sarebbe da imputare all’aumento dei gas serra immessi nell'atmosfera. La concentrazione di gas serra nell’atmosfera ha raggiunto livelli record: la CO2 è aumentata del 147%, il CH4 del 259% e il N2O del 123% rispetto ai livelli preindustriali. La CO2 in atmosfera viene attualmente stimata, in media, in 413 parti per milione; si tratta di una concentrazione che non si registrava da almeno 650mila anni, ma probabilmente da molto prima.
La CO2 di cui si parla proviene principalmente dall'uso di combustibili fossili (petrolio, carbone, gas); il CH4, invece, proviene dall'agricoltura intensiva e dalle discariche a cielo aperto. Anche la deforestazione è una delle maggiori cause dell’effetto serra antropico: nel momento in cui gli alberi vengono abbattuti o incendiati il potenziale degli ecosistemi di immagazzinare CO2 si indebolisce e, conseguentemente, le nostre emissioni aumentano indirettamente. La combustione di combustibili fossili e la deforestazione corrispondono attualmente a un rilascio annuo di CO2 in atmosfera di circa 40 miliardi di tonnellate. La metà di queste emissioni viene assorbita dalla vegetazione, dal suolo e dagli oceani (i quali reagiscono aumentando la loro acidità), ma l’altra metà si accumula alle emissioni degli anni precedenti modificando di fatto la composizione chimica dell’atmosfera. Dal 1850 la CO2 in atmosfera è aumentata del 40%. Era 270 ppm alla fine del XIX Secolo.
Oggi ha raggiunto l’allarmante valore sopracitato, 413 ppm, la concentrazione più alta dell’ultimo milione di anni. Nello stesso arco temporale, la temperatura media superficiale della terra è aumentata fino a raggiungere, nel 2016, il valore più alto mai registrato dal 1850, ovvero 1,2 °C in più rispetto al periodo preindustriale. La scienza ha ormai dimostrato inequivocabilmente come il progressivo aumento della CO2 e del CH4 nell’atmosfera sia la causa principale del riscaldamento globale (IPCC, 2013). Secondo l’Organizzazione Meteorologica Mondiale (WMO, 2018) i 20 anni più caldi si sono verificati tutti negli ultimi 22 anni e i primi 4 solo negli ultimi 4 anni. La WMO riferisce inoltre che nel decennio 2006-2015 la temperatura media globale era già aumentata di 0,86 °C rispetto a quella del periodo preindustriale. Per il decennio (2009-2018) la temperatura media è stata più alta di circa 0,93 °C, e per i secondi cinque anni di tale decennio (2014-2018) la media si è attestata a 1,04 °C al di sopra di quella del periodo preindustriale.
L'Asia contribuisce oggigiorno per più del 65% alla produzione di CO2 del mondo.

### Gas serra e incremento dell'effetto serra

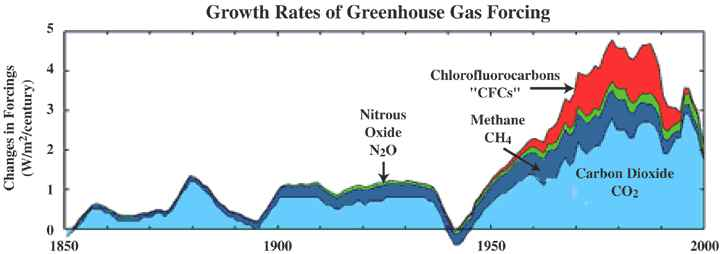
Variazioni nel tempo dei gas serra antropogenici nell'atmosfera dal 1850 al 2000

L'effetto serra è l'insieme dei meccanismi che rende la temperatura superficiale di un pianeta superiore a quella che si avrebbe per puro equilibrio radiativo, calcolato secondo la legge di Stefan-Boltzmann. Tale concetto è stato proposto per la prima volta da Joseph Fourier nel 1827 ed è stato studiato poi da Svante Arrhenius nel 1896. L'effetto serra è un fenomeno naturale, che produce sulla superficie terrestre un aumento di temperatura di circa 33 °C (dato calcolato considerando la temperatura media terrestre nel 1850). I principali gas serra sono: il vapore acqueo, responsabile dell'effetto serra in una percentuale variabile tra il 36–70%; l'anidride carbonica (CO2), che incide per il 9-26%; il metano (CH4), che incide per il 4-9%; l'ozono (O3), che incide tra il 3-7%.
L'attività dell'uomo, già dalla rivoluzione industriale, ha incrementato l'ammontare di gas serra nell'atmosfera modificando l'equilibrio radiativo e la partizione energetica superficiale (atmosfera radiativa-convettiva). La concentrazione di CO2 e metano ha subito un incremento rispettivamente del 36% e del 148% dal 1750. Queste concentrazioni sono tra le più alte degli ultimi 650 000 anni, periodo che è misurabile in base ai dati estratti da carotaggi nel ghiaccio. Tale incremento di circa 2 ppm all'anno è legato principalmente all'uso di combustibili fossili che durante il periodo carbonifero (tra 345 e 280 milioni di anni fa) avevano "fissato" la CO2 nel sottosuolo, trasformandola dalla forma gassosa a quella solida o liquida di petrolio, carbone o gas naturale. Negli ultimi 150-200 anni, a partire dalla rivoluzione industriale, la combustione dei giacimenti fossili ha invertito il processo avvenuto durante il periodo carbonifero liberando grandi quantità di anidride carbonica (circa 27 miliardi di tonnellate all'anno).

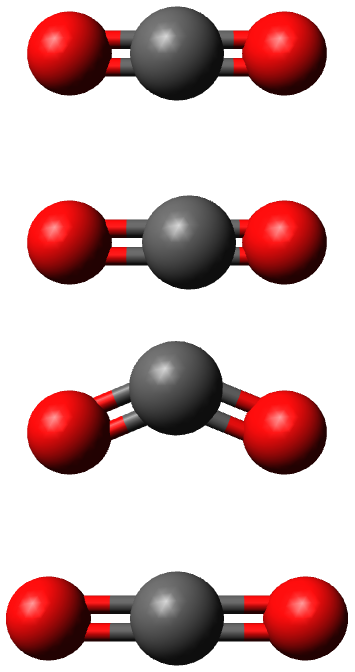
L'assorbimento per risonanza molecolare della radiazione infrarossa da parte dell'anidride carbonica

Secondo le stime, il pianeta riuscirebbe oggi a riassorbire, mediante la fotosintesi clorofilliana e l'azione delle alghe degli oceani, meno della metà di tali emissioni, anche a causa della deforestazione. Alcuni indizi di carattere geologico indicano che gli attuali valori di CO2 sono più alti di quelli di 20 milioni di anni fa. Il bruciare i combustibili fossili ha prodotto circa 3/4 dell'incremento di anidride carbonica negli ultimi venti anni. La restante parte di incremento è largamente dovuta all'uso che l'uomo ha fatto della superficie terrestre (ad es. la deforestazione). L'attività umana ha infatti ridotto la biomassa vegetale in grado di assorbire la CO2 fin dalla rivoluzione agricola neolitica, trasformando i boschi in campi o città. Oggi la deforestazione (in particolare in Amazzonia) continua ad aumentare e aggrava ulteriormente la situazione. A contribuire ulteriormente vi è la maggior produzione di metano dovuto a fermentazione, tipico dell'allevamento anch'esso cresciuto in modo significativo e delle colture a sommersione (ad esempio il riso).
Un comitato di esperti delle Nazioni Unite (Gruppo intergovernativo sul cambiamento climatico) ha rilevato come l'attuale riscaldamento non può essere spiegato se non attribuendo un ruolo significativo anche a questo aumento di concentrazione di CO2 nell'atmosfera (c.d. riscaldamento globale antropico).
Nell'arco degli ultimi tre decenni del XX secolo, la crescita del PIL pro capite e la crescita della popolazione sono stati i volani dell'aumento dell'emissione di gas serra.
Alla luce di questi studi sono stati creati degli strumenti per prevedere gli scenari futuri. Gli Special Report on Emissions Scenarios redatti dall'IPCC disegnano il possibile scenario per il 2100: la concentrazione di CO2 in atmosfera potrebbe variare tra i 541 e i 970 ppm. Questo significa un incremento del 90-250% di concentrazione di anidride carbonica rispetto al 1750. Le riserve di combustibile fossile sono sufficienti per raggiungere questi livelli e andare anche oltre nel 2100.
La distruzione dell'ozono presente nella stratosfera a causa dei clorofluorocarburi è altresì menzionata in relazione al riscaldamento globale. Tuttavia il legame non è così forte poiché la riduzione della fascia di ozono ha effetti raffreddanti. L'ozono presente nella troposfera (cioè la parte più bassa dell'atmosfera terrestre) contribuisce invece al riscaldamento della superficie della Terra.

#### Anidride carbonica (CO2)
L'anidride carbonica è responsabile per il 9% / 26% dell'effetto serra e interagisce con l'atmosfera per cause naturali e antropiche: i serbatoi naturali della CO2 sono gli oceani (che contengono il 78% della CO2), i sedimenti fossili (22%), la biosfera terrestre (6%), l'atmosfera (1%). Esempio tipico di dati relativi mostrati sull'andamento della CO2 sono quelli dell'osservatorio del Mauna Loa alle Hawaii. 

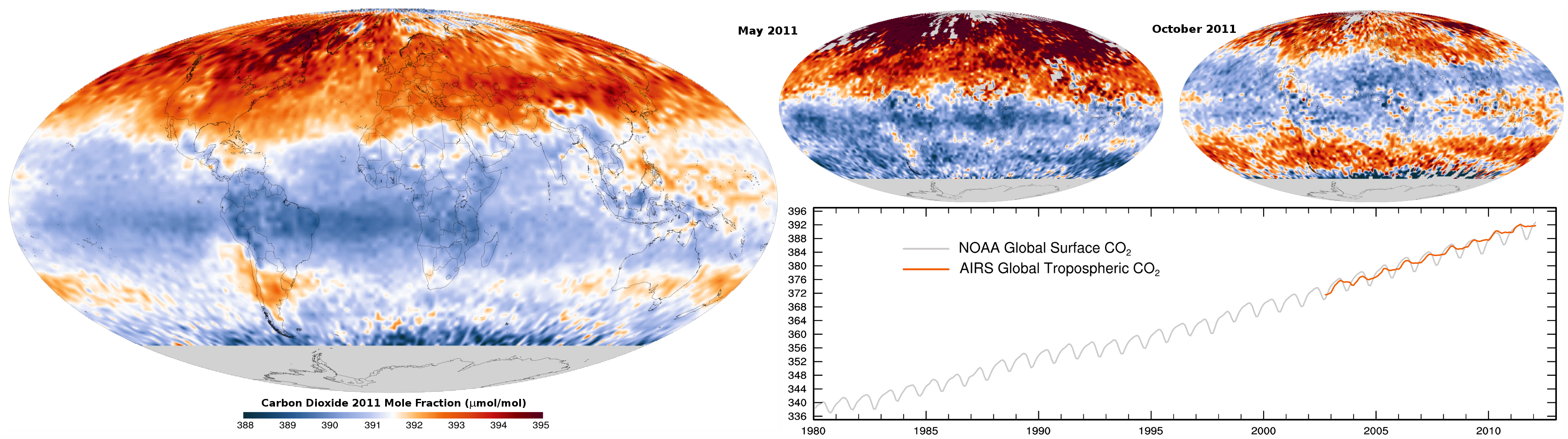
Concentrazione di anidride carbonica nella troposfera nel 2011 in buona correlazione con la distribuzione del riscaldamento globale a meno degli effetti di redistribuzione della circolazione atmosferica (NASA-NOAA)

Gran parte dell'anidride carbonica degli ecosistemi viene immessa in atmosfera. Un certo numero di organismi hanno la capacità di assimilare la CO2 atmosferica. Il carbonio, grazie alla fotosintesi delle piante, che combina l'anidride carbonica e l'acqua in presenza di energia solare, entra nei composti organici e quindi nella catena alimentare, ritornando infine in atmosfera attraverso la respirazione. Si possono individuare delle variazioni annuali della concentrazione di CO2 atmosferica: durante l'inverno si registra un aumento di concentrazione dovuto al fatto che nelle piante a foglia caduca prevale la respirazione; durante l'estate invece la concentrazione di CO2 atmosferica diminuisce per l'aumento complessivo della fotosintesi ovvero la fase attiva di accumulo di carbonio.
Gli oceani hanno un ruolo fondamentale nel bilancio del carbonio: costituiscono una vera e propria riserva di carbonio sotto forma di ione bicarbonato e contengono quantità enormi di CO2, fino al 79% di quella naturale. Gli oceani possono rilasciare o assorbire CO2 in quanto questa è solubile in acqua. L'incremento di temperatura dell'acqua diminuisce la solubilità del biossido di carbonio, pertanto l'aumento della temperatura degli oceani sposta CO2 dal mare all'atmosfera. Gli oceani, assorbendo la CO2 atmosferica, tendono a mantenere più stabile la sua concentrazione nell'atmosfera; se invece la concentrazione nell'atmosfera tende ad abbassarsi, gli oceani possono liberare anidride carbonica fungendo così da riequilibratori o feedback. Questo bilancio naturale tra emissioni da parte della biosfera e assorbimento da parte degli oceani, in assenza di attività antropica e in prima approssimazione, è sempre in pareggio. Esso coinvolge valori di emissioni e assorbimenti maggiori rispetto alle emissioni antropiche. Tuttavia, per quanto piccole rispetto al totale, le emissioni antropiche sono sufficienti a squilibrare l'intero sistema.
L'anidride carbonica si va così accumulando nell'atmosfera in quanto i processi di assorbimento da parte dello strato rimescolato dell'oceano non riescono a compensare l'aumento del flusso di carbonio entrante in atmosfera. Le emissioni legate all'attività umana sono dovute in primis all'uso di energia fossile come petrolio, carbone e gas naturale; la restante parte è dovuta a fenomeni di deforestazione e cambiamenti d'uso delle superfici agricole. Il contributo della deforestazione è peraltro molto incerto e oggi al centro di molti dibattiti: le stime indicano valori compresi tra un minimo di 0,6 e un massimo di 2 miliardi di tonnellate di carbonio all'anno (rispettivamente 2,2 e 7,3 miliardi di tonnellate di CO2). Per quanto concerne la persistenza media in anni della CO2 in atmosfera, l'IPCC considera un intervallo compreso tra i 50 e i 200 anni, in dipendenza sostanzialmente dal mezzo di assorbimento. L'anidride carbonica nell'atmosfera è aumentata di circa il 25% dal 1960 a oggi: la stazione di rilevazione di Mauna Loa (Hawaii) ha registrato in tale periodo una variazione da 320 ppm (1960) a 400 ppm (2014).
Analizzando i dati globali sulle emissioni di CO2, risulta evidente che alcuni Paesi hanno un impatto maggiore rispetto ad altri. Attualmente, i Paesi che emettono la maggiore quantità di CO2 sono la Cina, gli Stati Uniti e l'India, in quest'ordine. Se si considera invece la quantità complessiva di CO2 emessa in atmosfera nel corso della storia, il quadro cambia. Gli Stati Uniti sono in testa alla lista, seguiti dalla Cina e dalla Russia. Infine, se si esamina l'impatto delle emissioni di CO2 in rapporto alla popolazione, ossia si valuta la quantità di CO2 prodotta per abitante, le nazioni che risaltano sono il Qatar, il Bahrein e il Kuwait.

#### Vapore acqueo (H2O)

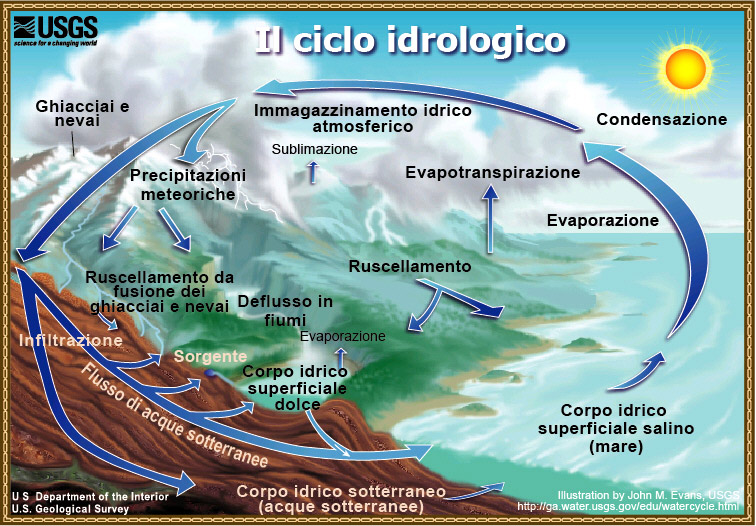
Ciclo dell'acqua

Il principale gas a effetto serra è il vapore acqueo (H2O), responsabile di un intervallo che va dal 36 al 70% dell'effetto serra base o naturale. Nell'atmosfera, le molecole di acqua catturano il calore irradiato dalla superficie terrestre diramandolo in tutte le direzioni, riscaldando così la superficie della Terra prima di essere irradiato nuovamente nello spazio. Il vapore acqueo atmosferico è parte del ciclo idrologico, un sistema chiuso di circolazione dell'acqua dagli oceani e dai continenti verso l'atmosfera in un ciclo continuo di evaporazione, traspirazione, condensazione e precipitazione. Tuttavia l'aria calda può assorbire molta più umidità e di conseguenza le temperature in aumento intensificano ulteriormente l'aumento di vapore acqueo in atmosfera e quindi il cambiamento climatico in quello che a livello teorico è chiamato "effetto serra a valanga".

#### Metano (CH4)
Il metano (CH4) è considerato responsabile dell'effetto serra per circa il 18%, essendo infatti la sua capacità nel trattenere il calore 21 volte maggiore rispetto a quella dell'anidride carbonica. La sua concentrazione atmosferica media sta aumentando con un tasso medio annuo valutato tra l'1,1% e l'1,4%. Il metano è il prodotto della degradazione di materiale organico in ambiente anaerobico. Le principali fonti di metano sono i terreni paludosi (25-170 Tg annui; 1 Tg o teragrammo = 1012 grammi, ossia 1 milione di tonnellate), le risaie (40-179 Tg), la fermentazione del concime organico (40-110 Tg), la combustione della biomassa (30-110 Tg), la produzione e la distribuzione di gas naturale (20-50 Tg), l'estrazione del carbone (10-40 Tg), le termiti (5-45 Tg) e non ultimo lo scioglimento del permafrost con emissioni non ancora quantificate. È da rilevare il forte aumento delle emissioni di metano anche da parte delle discariche; inoltre si è avuto un aumento delle emissioni provenienti dal settore energetico e una diminuzione di quelle del settore agricolo.

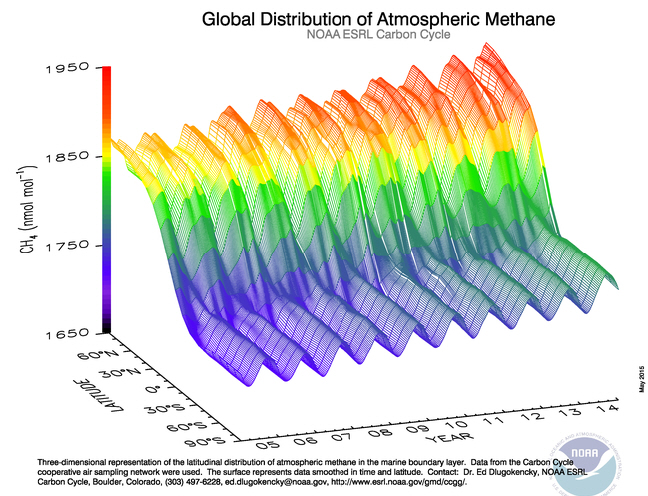
Distribuzione globale del metano secondo la latitudine in funzione degli anni

.

### Retroazioni
Quando una tendenza al riscaldamento provoca effetti che inducono ulteriore riscaldamento si parla di retroazione positiva, mentre quando gli effetti producono raffreddamento si parla di retroazione negativa. La principale retroazione positiva nel sistema climatico comprende il vapore acqueo, mentre la principale retroazione negativa è costituita dall'effetto della temperatura sulle emissioni di radiazione infrarossa: all'aumentare della temperatura di un corpo, la radiazione emessa aumenta in proporzione alla potenza quarta della sua temperatura assoluta (legge di Stefan-Boltzmann). Questo effetto fornisce una potente retroazione negativa che stabilizza il sistema climatico nel tempo.

#### Ghiacciai
Un altro importante processo a retroazione è costituito dall'albedo del ghiaccio: quando la temperatura globale aumenta, i ghiacci polari si sciolgono a un tasso superiore. Sia la superficie emersa sia le acque riflettono meno la luce solare rispetto al ghiaccio, quindi la assorbono maggiormente. Per questo motivo aumenta il riscaldamento globale, che incrementa lo scioglimento dei ghiacci facendo continuare il processo.

#### Permafrost e metano

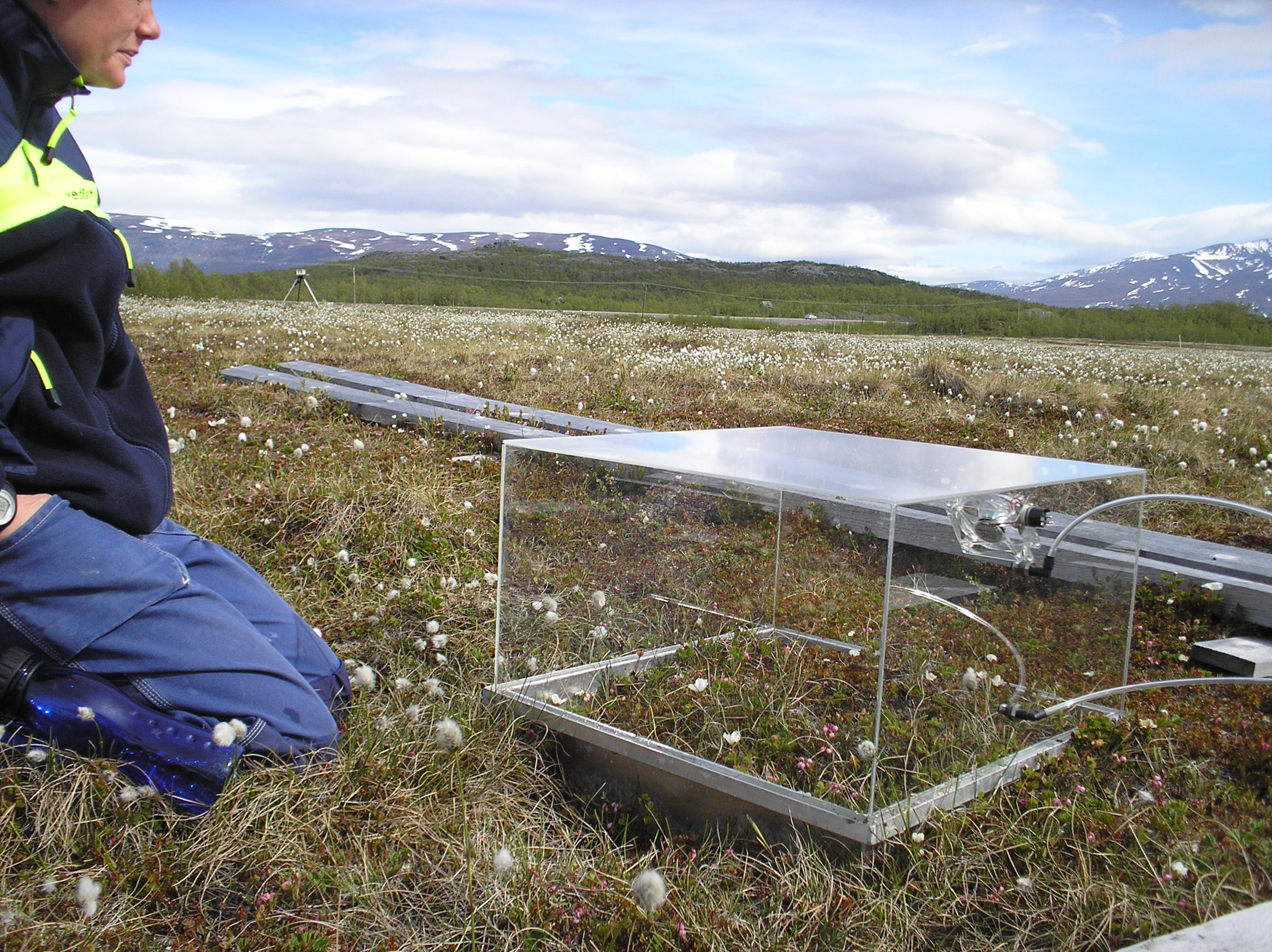
Camere di PMMA utilizzate per misurare le emissioni di metano e CO_{2} nelle torbiere di Storflaket nei pressi di Abisko, Svezia settentrionale

Il riscaldamento è anche un fattore scatenante per il rilascio di metano da varie sorgenti presenti sia sulla terre emerse sia sui fondali oceanici. Il disgelo del permafrost, come nelle torbiere ghiacciate in Siberia, crea una retroazione positiva a causa del rilascio di anidride carbonica (CO2) e metano (CH4).

#### Oceani e correnti marine
Con il riscaldamento degli oceani si prevede inoltre un feedback positivo sulla concentrazione di CO2 in atmosfera a causa della diminuzione della capacità di assorbimento diretto per solubilità e anche da parte degli ecosistemi oceanici. Infatti il livello mesopelagico (situato a una profondità compresa tra 200 m e 1000 m) subisce una riduzione delle quantità di nutrienti che limitano la crescita delle diatomee in favore dello sviluppo del fitoplancton. Quest'ultimo è una pompa biologica del carbonio meno potente rispetto alle diatomee.
Infine un altro feedback climatico molto discusso è quello delle correnti oceaniche: lo scioglimento dei ghiacci polari dovuto al riscaldamento globale porterebbe a un'alterazione della circolazione termoalina e a una conseguente alterazione del cosiddetto Nastro Trasportatore Oceanico, in particolare del ramo superficiale nord-atlantico ovvero la Corrente del Golfo, con effetto di raffreddamento sull'emisfero settentrionale, in particolare sul continente europeo, contrastando, annullando o addirittura invertendo la tendenza al riscaldamento degli ultimi decenni.

#### Vapore acqueo e nubi
Uno degli effetti a retroazione positiva invece è in relazione con l'evaporazione dell'acqua: se l'atmosfera è riscaldata, la pressione di saturazione del vapore aumenta e con essa aumenta la quantità di vapore acqueo nell'atmosfera; poiché esso è un gas serra, il suo aumento rende l'atmosfera ancora più calda, e di conseguenza si ha una maggiore produzione di vapore acqueo; questo processo continua fino a quando un altro fattore interviene per interrompere la retroazione. Il risultato è un effetto serra molto più grande di quello dovuto alla sola CO2, anche se l'umidità relativa dell'aria rimane quasi costante.
Gli effetti di retroazione dovuti alle nuvole sono invece attualmente un campo di ricerca: viste dal basso, le nuvole emettono radiazione infrarossa verso la superficie, esercitando un effetto di riscaldamento; viste dall'alto, le nuvole riflettono la luce solare ed emettono radiazione verso lo spazio, con effetto opposto. La combinazione di questi effetti risulta in un raffreddamento o in un riscaldamento netto a seconda del tipo e dell'altezza delle nuvole: ricerche degli anni 2000 indicano che le nubi alte e stratiformi (es. cirri) riscaldano, mentre le nubi basse e cumoliformi (cumuli e nembostrati) raffreddano. Queste caratteristiche sono difficili da includere nei modelli climatici, in parte a causa della piccola estensione delle stesse nei modelli simulativi.

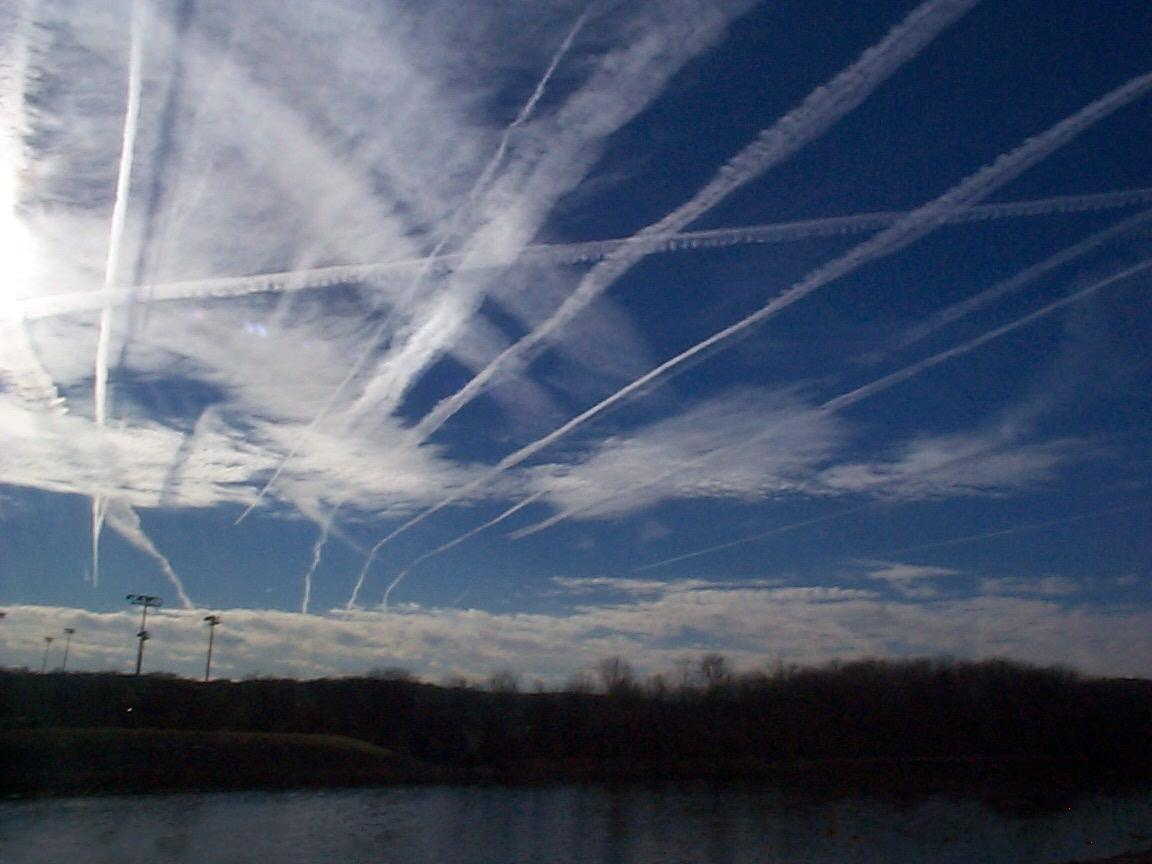
Le nubi influiscono sul bilancio radiativo terrestre: in particolare le nubi basse raffreddano, quelle alte riscaldano

Un effetto più sottile è costituito dai cambiamenti nel gradiente adiabatico mentre l'atmosfera si scalda. La temperatura atmosferica diminuisce con l'aumentare dell'altezza nella troposfera. Poiché l'emissione di radiazione infrarossa è legata alla quarta potenza del valore della temperatura (Legge di Stefan-Boltzmann), la radiazione emessa dall'atmosfera superiore è minore rispetto a quella emessa dall'atmosfera inferiore. La maggior parte della radiazione emessa dall'atmosfera superiore viene irradiata verso lo spazio mentre quella dell'atmosfera inferiore viene riassorbita dalla superficie o dall'atmosfera. Quindi l'intensità dell'effetto serra dipende da quanto la temperatura decresce con l'altezza: se essa è superiore, l'effetto serra sarà più intenso, mentre se è inferiore l'effetto sarà più debole.

#### Deforestazione e incendi boschivi

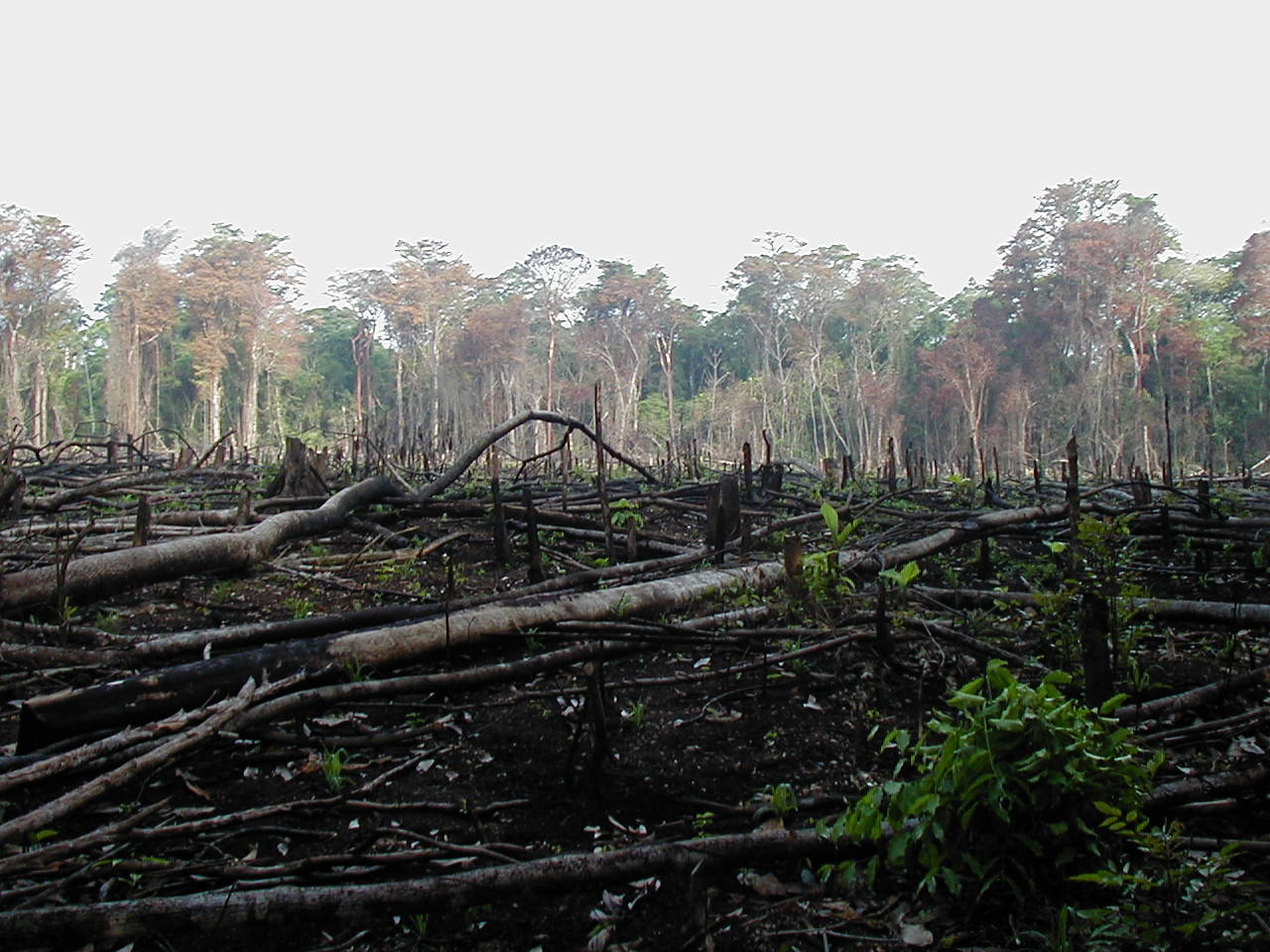
Deforestazione in Messico

Anche la riduzione a livello globale della superficie forestale ha un impatto sul riscaldamento globale in quanto diminuisce la capacità della biosfera di assorbire la CO2 incrementandone dunque la concentrazione in atmosfera e con essa l'effetto serra.

### Attività solare e altri fattori cosmici
Variazioni nelle emissioni solari sono state concausa, in passato, dei cambiamenti climatici. Gli effetti sul clima dei cambiamenti delle emissioni solari negli ultimi decenni sono piccoli, così come suggerito, d'altro canto, da diversi studi.

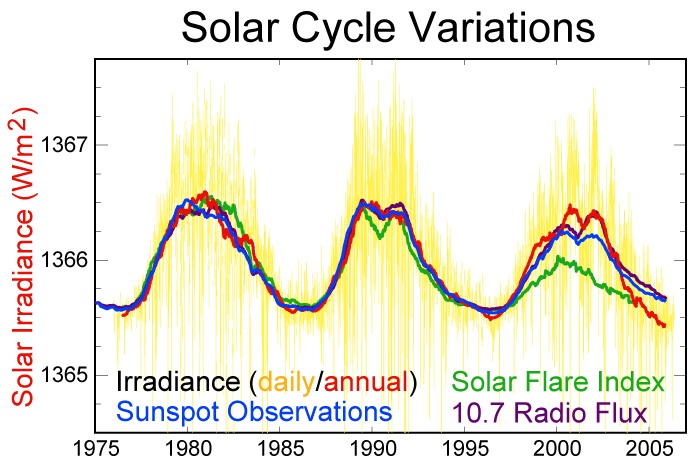
Fluttuazioni solari

Gas serra e raggi solari incidono sulle temperature in modo diverso. Sebbene entrambi tendano a riscaldare la superficie terrestre e l'immediata porzione di troposfera che poggia su di essa, l'incremento dell'attività solare dovrebbe riscaldare la stratosfera mentre i gas serra la dovrebbero raffreddare. Le osservazioni della stratosfera mostrano come la sua temperatura si è andata abbassando a partire dal 1979, da quando è possibile la misurazione della stessa tramite i satelliti. Le stesse radiosonde, usate prima dei satelliti, mostrano un raffreddamento della stratosfera a partire dal 1958, sebbene vi siano alcuni dubbi sulle prime misurazioni effettuate con questi dispositivi.
Un'ipotesi correlata, proposta da Henrik Svensmark, è che l'attività magnetica del Sole devii i raggi cosmici che possono così influenzare la formazione di nubi di condensa e causare quindi degli effetti sul clima. Altre ricerche invece non rilevano legami tra il riscaldamento climatico e i raggi cosmici. L'influenza dei raggi cosmici sulle nubi ha tuttavia un'incidenza cento volte più bassa di quella necessaria a spiegare i cambiamenti osservati nelle masse nuvolose o per contribuire significativamente al riscaldamento climatico.

## Effetti

### Ambientali

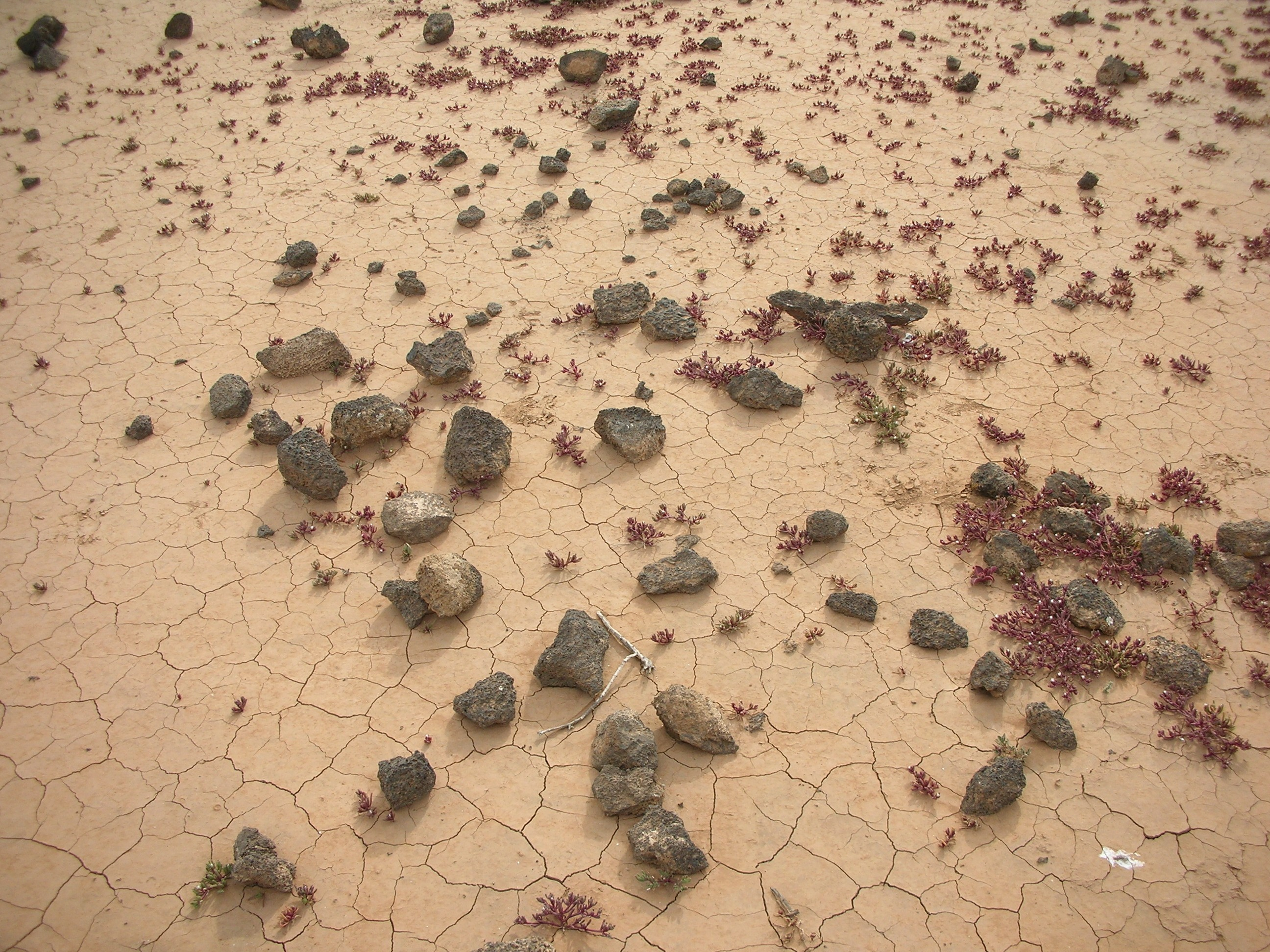
La desertificazione dei suoli è uno dei problemi innescati dal riscaldamento globale

La NASA, con un breve video di 26 secondi, mostra l'evoluzione del riscaldamento globale negli ultimi 131 anni, evidenziando un'impennata delle temperature soprattutto negli ultimi due decenni.

#### Desertificazione
Un aumento della temperatura media globale porterebbe ad avere aree delle medie latitudini più soggette a fenomeni di desertificazione, in virtù anche di assenza prolungata di precipitazioni atmosferiche per effetto di fenomeni siccitosi e ondate di caldo.

#### Innalzamento del limite delle nevi perenni e scioglimento dei ghiacci

Andamento dei ghiacci nell'emisfero settentrionale

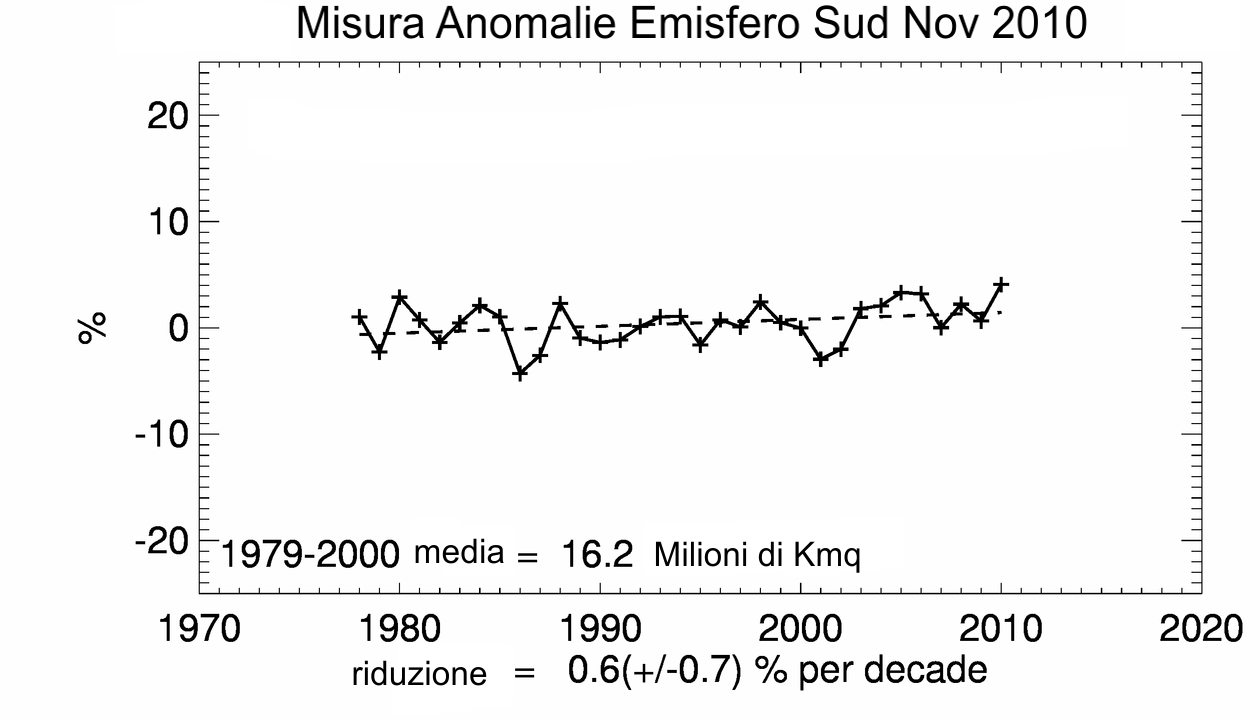
Andamento dei ghiacci nell'emisfero meridionale

La recessione o il ritiro dei ghiacciai dal 1850 è il fenomeno idrogeologico per cui la superficie e lo spessore dei ghiacciai terrestri sono generalmente diminuiti rispetto ai valori che avevano nel 1850. Si tratta di un processo che ha influenza sulla disponibilità di acqua fresca per l'irrigazione e per uso domestico, sulle escursioni in montagna, su animali e piante che dipendono dalla fusione del ghiacciaio e, a lungo termine, anche sul livello degli oceani. Studiato dai glaciologi, la coincidenza del ritiro del ghiacciaio con l'aumento di gas serra atmosferici è spesso citata a sostegno probatorio del riscaldamento globale. Le catene montuose di media latitudine come l'Himalaya, le Alpi, le Montagne Rocciose, la Catena delle Cascate e le Ande meridionali, non escluse le vette tropicali isolate come il Kilimangiaro in Africa, stanno mostrando i segni della più grande perdita glaciale.
Il riscaldamento sperimentato negli ultimi anni sta inoltre sciogliendo i ghiacci artici, tanto che l'ESA il 14 settembre 2008 ha annunciato la riapertura del celeberrimo passaggio a nord-ovest a settentrione del continente nord americano, per il discioglimento dei ghiacci. Si è aperto inoltre anche il passaggio a nord-est (a settentrione della Russia) nel mare glaciale artico. Il primo precedente documentato risale al 1903 quando Roald Amundsen riuscì nell'impresa di traversare il passaggio a nord-ovest. Per il passaggio a nord-est si può risalire al 1878 e alla spedizione del barone Adolf Erik Nordenskjöld (epoche in cui i rompighiaccio moderni non erano ancora disponibili).
Nel settembre 2007 i ghiacci antartici hanno invece raggiunto la loro massima estensione (16,3 milioni di km², leggermente superiore alla media) da quando si effettuano registrazioni (1978) sulla calotta glaciale dell'Antartico; viceversa, l'anno seguente, l'estensione è stata fra le minori mai registrate.
La spedizione DAMOCLES (Developping Arctic Modelling and Observing Capabilities for Long-term Environmental Studies) in ogni caso prevedeva la fusione totale della calotta artica prima del 2020. La marina americana ritiene che, sebbene vi siano delle significative incertezze, il consenso scientifico corrente sia tale per cui l'Artico sarà quasi completamente privo di ghiaccio in estate a partire da un anno tra il 2030 e il 2040. Ritiene pertanto che potrebbe essere necessario incrementare le sue capacità operative in tale regione.

#### Innalzamento, riscaldamento e acidificazione degli oceani

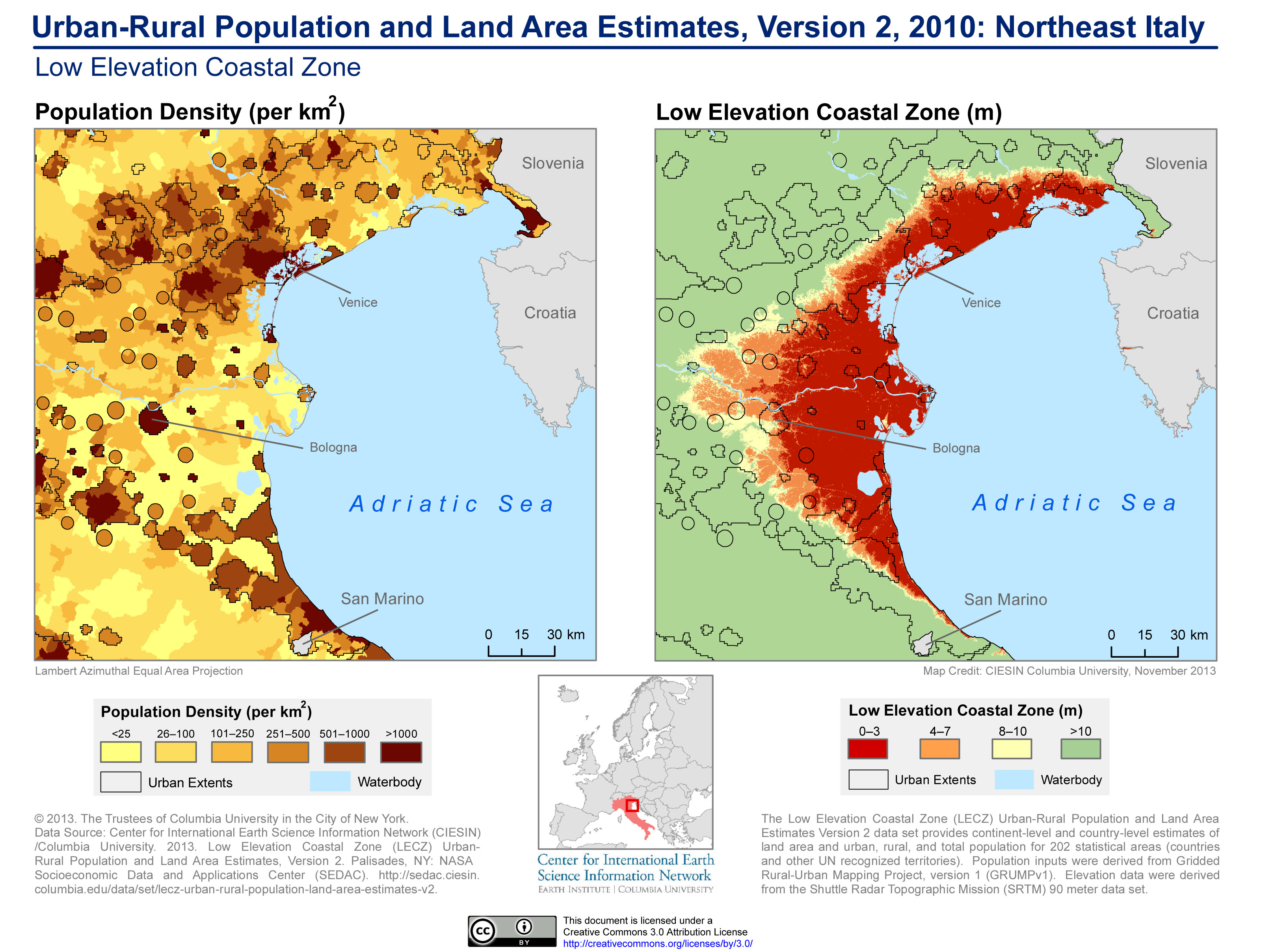
Densità di popolazione ed elevazione sul livello del mare in Veneto (2010), regione d'Italia particolarmente vulnerabile all'innalzamento del livello del mare

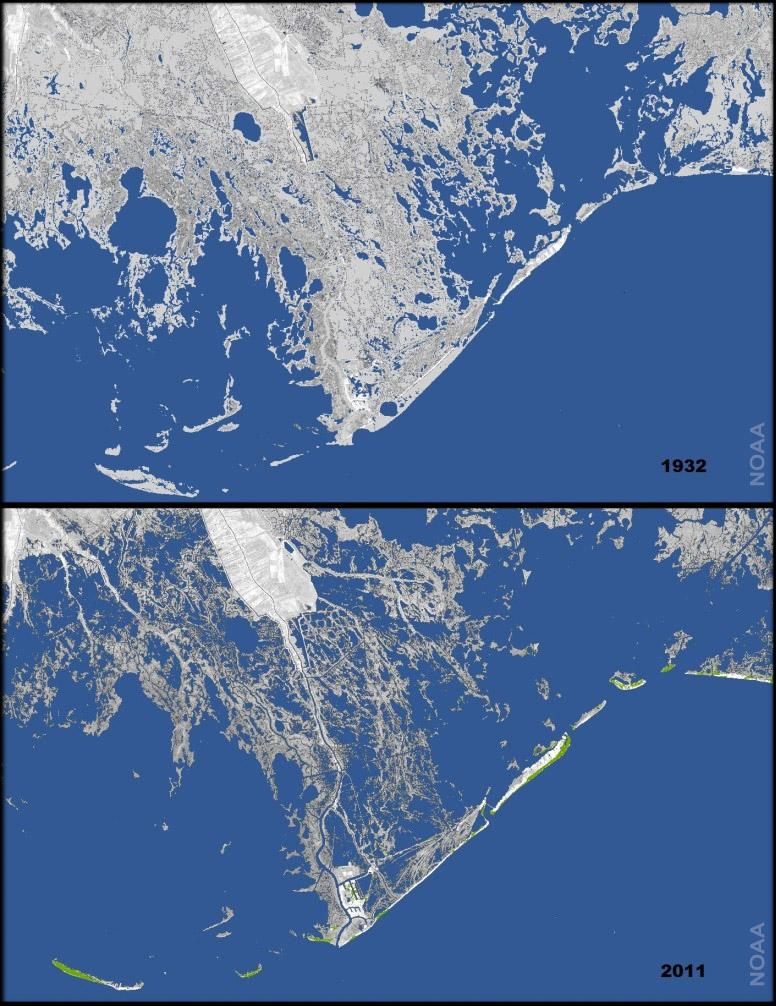
Perdita di territorio costiero tra il 1932 e il 2011 nei delta del Mississippi

L'incremento di CO2 dovuto alle fonti fossili potrebbe essere amplificato dal conseguente riscaldamento degli oceani. Le acque marine contengono disciolta una grande quantità di CO2 e il riscaldamento dei mari potrebbe causarne l'emissione in atmosfera. Inoltre il riscaldamento dovuto all'aumento della temperatura potrebbe produrre una maggior evaporazione dei mari liberando in atmosfera ulteriori quantità di vapore acqueo, il principale gas serra, accrescendo ulteriormente la temperatura globale.
Le proiezioni del modello climatico adottato dall'IPCC indicano che la temperatura media superficiale del pianeta si dovrebbe innalzare di circa 1,1 °C - 6,4 °C durante il XXI secolo. Questo intervallo di valori risulta dall'impiego di vari scenari sulle emissioni future di gas serra, assieme a diversi valori di sensibilità climatica. Benché molti studi riguardino l'andamento nel XXI secolo, il riscaldamento e l'innalzamento del livello dei mari potrebbero continuare per più di un migliaio di anni, anche se i livelli di gas serra verranno stabilizzati. Il ritardo nel raggiungimento di un equilibrio sarebbe dovuto alla grande capacità termica degli oceani. Secondo alcuni studi la stasi delle temperature globali negli ultimi dieci anni (2000-2009) sarebbe imputabile proprio all'accumulo di calore da parte degli oceani per le loro elevate capacità termiche con conseguente riscaldamento anche degli strati sotto superficiali come alcune evidenze sperimentali sembrano confermare.

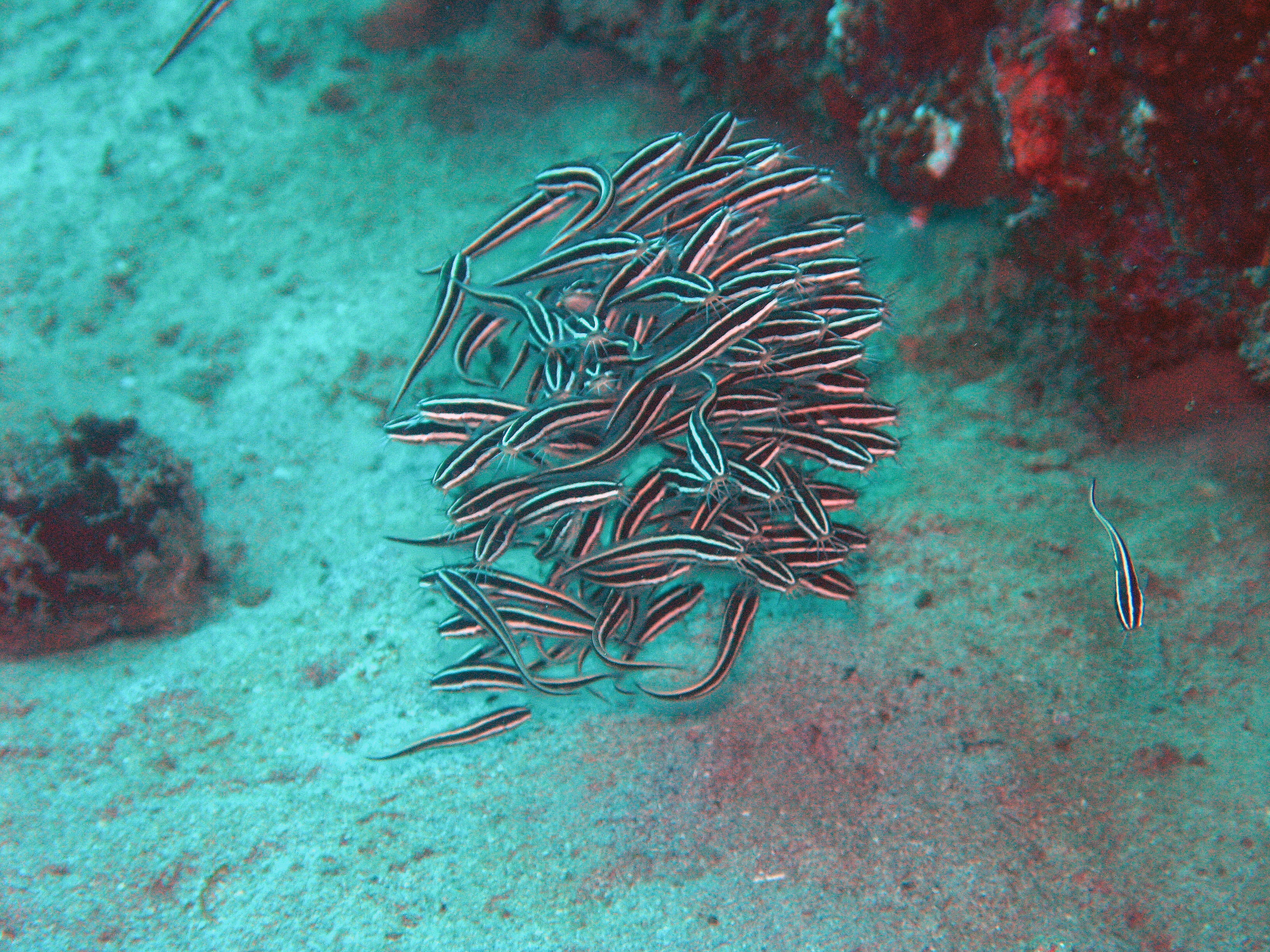
Migrazione lessepsiana

Nel mar Mediterraneo si assiste da alcuni anni a un ingresso di specie tropicali (tropicalizzazione del Mediterraneo), in molti casi lessepsiani ovvero penetrati dal mar Rosso attraverso il Canale di Suez; nei bacini più settentrionali come quelli italiani si assiste invece a un aumento delle specie termofile meridionali prima presenti solo sulle coste nordafricane (meridionalizzazione del Mediterraneo): questi cambiamenti faunistici sono messi in relazione al riscaldamento climatico. Soprattutto nella parte orientale del Mediterraneo questi processi stanno avendo effetti consistenti sulle specie autoctone e si hanno esempi di gravi danni ecologici (come quello, molto noto, dell'invasione di Caulerpa taxifolia e Caulerpa racemosa) anche lungo le coste italiane.

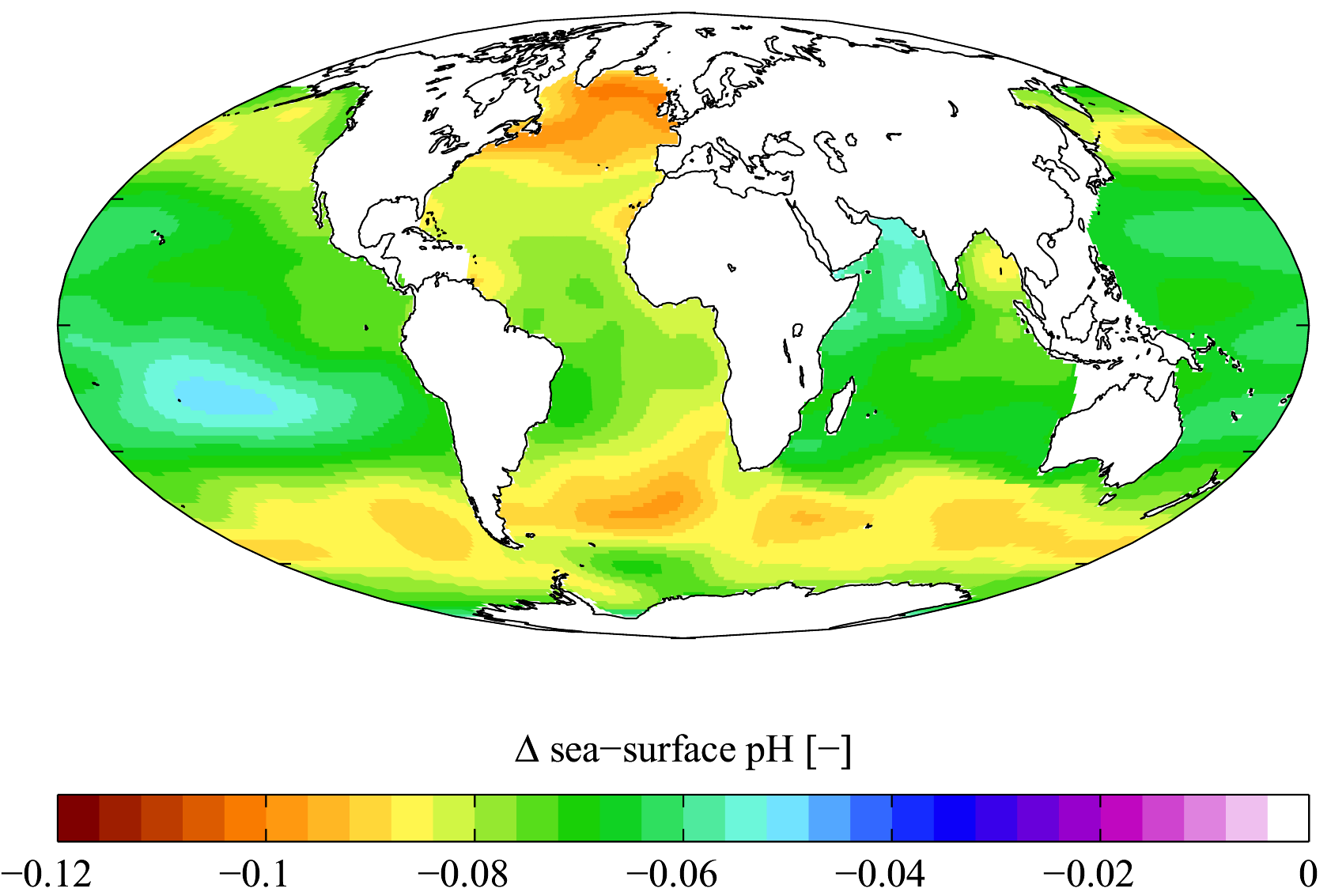
Cambiamento del pH della superficie marina causato da CO_{2} di origine antropogenica tra il 1700 e il 1990.

Oltre al rischio di inondazione di molte zone costiere del mondo, un altro effetto del riscaldamento globale è l'acidificazione degli oceani ovvero la riduzione del pH degli oceani per effetto dell'aumento della CO2 nell'atmosfera e di conseguenza l'aumento della quantità disciolta in acqua. Infatti la CO2 disciolta in acqua forma acido carbonico, che ne aumenta l'acidità. Si stima che il valore del pH all'inizio dell'era industriale fosse pari a 8,25 e che sia diminuito a 8,14 nel 2004, con proiezioni che prevedono un'ulteriore diminuzione del valore di una quantità variabile tra 0,14 e 0,5 per il 2100. Poiché molti organismi ed ecosistemi sono in grado di adattarsi solo a uno stretto intervallo di valori del pH, è stato ipotizzato un possibile evento di estinzione, che distruggerebbe la catena alimentare.

#### Cambiamenti nella circolazione atmosferica ed oceanica
Un effetto diretto intermedio sarebbe la modifica della circolazione atmosferica e dei suoi pattern (teleconnessioni atmosferiche) e un'accelerazione del ciclo dell'acqua a livello globale e una modifica in loco dei regimi di piovosità. Alcuni effetti sull'ambiente sono, almeno in parte, già attribuibili al riscaldamento del pianeta. Nel suo rapporto del 2001 l'IPCC suggerisce che il generale ritiro dei ghiacci continentali, l'arretramento della calotta polare artica, l'aumento del livello dei mari, in particolare in quelli con minori tassi di evaporazione, a causa dell'espansione termica e dello scioglimento dei ghiacci continentali oltre che dei ghiacciai montani, le modifiche nella distribuzione delle piogge e l'aumento nell'intensità e frequenza di eventi meteorologici estremi sono attribuibili in parte al riscaldamento globale.

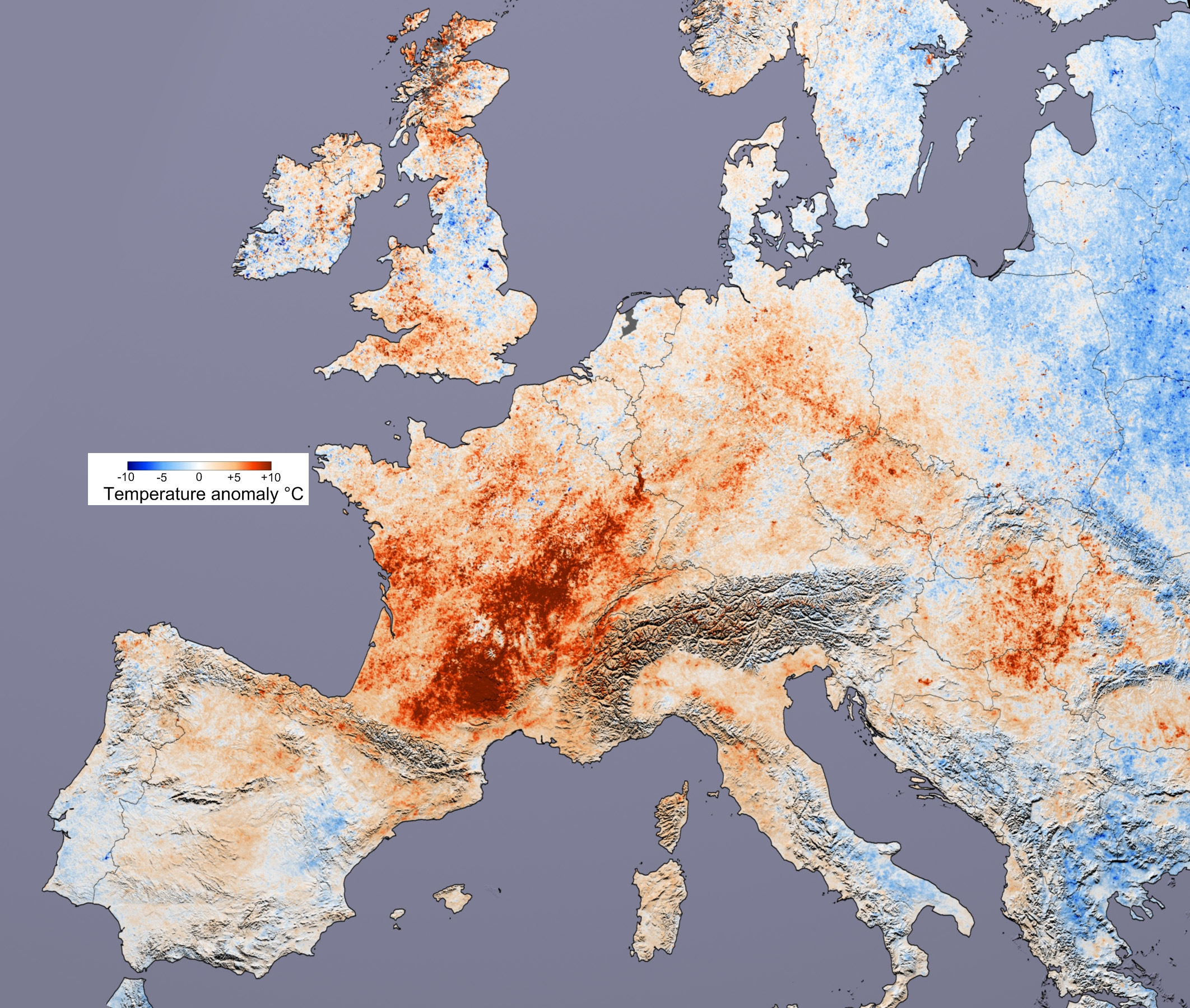
Con il riscaldameno in atto le ondate di caldo diventerebbero via via più frequenti e intense a causa delle ondulazioni delle onde di Rossby in atmosfera

Il riscaldamento a livello meteorologico si sta manifestando e si manifesterà proprio attraverso un aumento della "meridianizzazione" della circolazione atmosferica, ovvero con una spiccata predisposizione verso scambi meridiani con conseguente aumento della frequenza e dell'intensità di eventi estremi quali alluvioni, siccità, ondate di caldo o di gelo ed eventi di pioggia su neve. L'IPCC sottolinea poi alcuni effetti, come l'aumento delle morti, degli esodi in massa e le perdite economiche, che potrebbero essere esacerbati dall'aumento della densità di popolazione in alcune regioni del globo, nonostante che il numero di vittime potrebbe essere mitigato per le conseguenze dei climi freddi.
Gli effetti del riscaldamento climatico potrebbero essere più significativi se non vi fosse stata una relativa riduzione dell'irraggiamento solare dovuta all'inquinamento atmosferico cioè al particolato atmosferico e ai solfati nel fenomeno noto come oscuramento globale. Paradossalmente, una riduzione dell'inquinamento (in particolare degli SOx e del particolato) potrebbe portare quindi a un aumento delle temperature globali superiore a quanto inizialmente ipotizzato.

#### Aumento di fenomeni atmosferici estremi
In generale, oltre allo scioglimento dei ghiacci nei ghiacciai e nelle calotte polari con conseguente innalzamento del livello dei mari e riduzione delle terre emerse, un aumento della temperatura significa un aumento dell'energia presente nell'atmosfera e quindi eventi meteorologici estremi (quali cicloni, alluvioni, siccità, ondate di caldo e di gelo, ecc.) di maggior numero con una maggior violenza; l'alterazione chimica dell'atmosfera causa un'alterazione chimica di tutti gli ecosistemi. Risulta tuttavia tuttora molto difficile prevedere come realmente influirà sul sistema pianeta l'attuale riscaldamento globale. Il clima globale è un sistema non lineare multifattoriale, per cui la climatologia può stabilire delle tendenze, ma non eventi di dettaglio a breve periodo tipici invece delle analisi meteorologiche.
Secondo gli studiosi, a livello meteorologico, ovvero a scale temporali stagionali e inferiori, un'atmosfera più energetica provocherebbe un'accelerazione del ciclo dell'acqua e maggiori scambi d'aria lungo i meridiani (forti ondulazioni dell'onda di Rossby) con un aumento dei fenomeni estremi associati (alluvioni, nubifragi, uragani, siccità, ondate di caldo, ondate di freddo, ecc.), con forti ripercussioni sulle colture agricole e in generale sulle aree antropizzate e no.

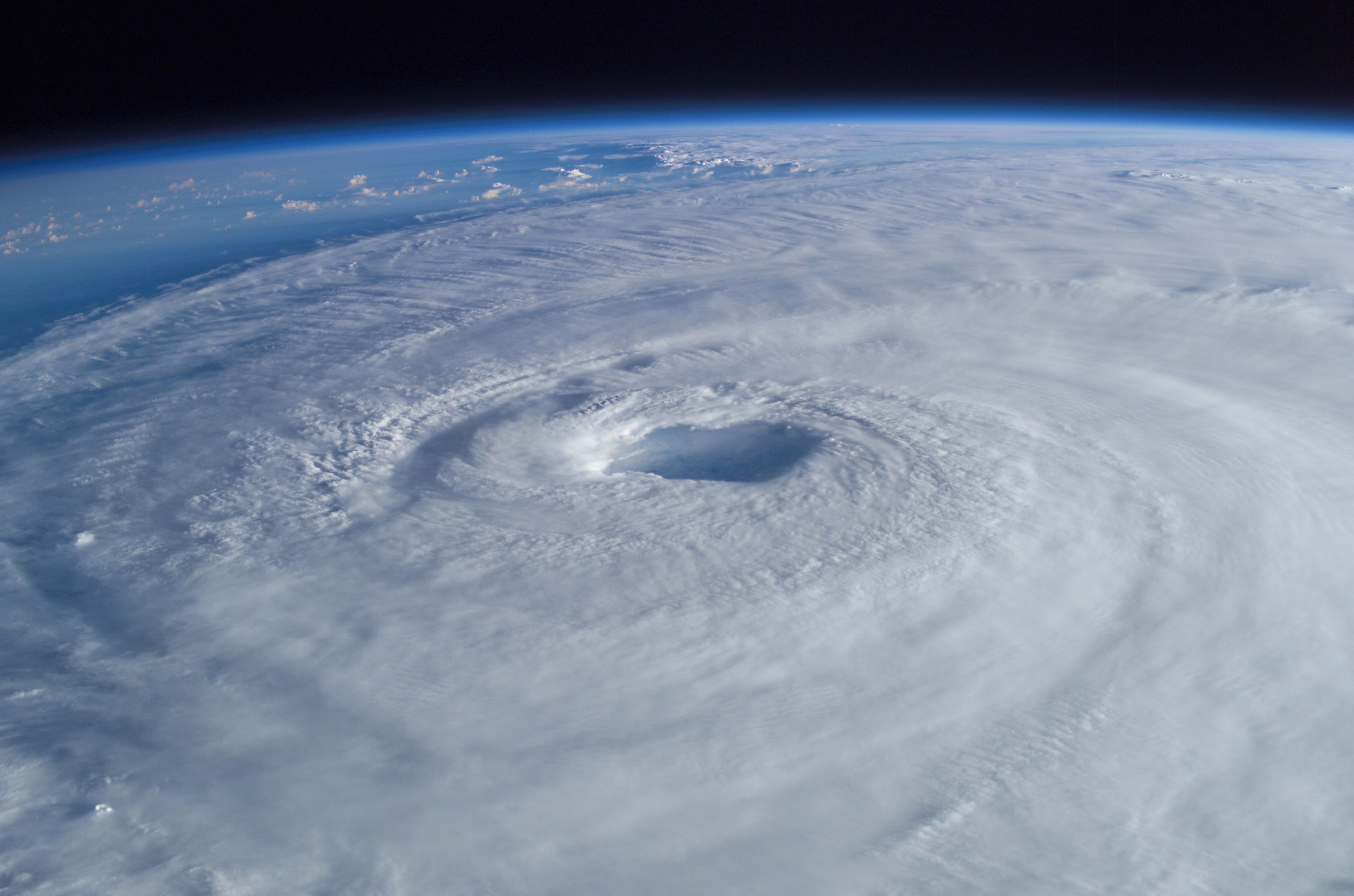
L'IPCC prevede un aumento della intensità dei cicloni tropicali, che indicherebbe l'aumento dei fenomeni estremi legati al riscaldamento globale

Il quarto rapporto dell'IPCC del 2007 riporta alcuni dati sull'incremento nell'intensità dei cicloni tropicali nell'oceano Atlantico settentrionale a partire dal 1970, correlato all'aumento delle temperature superficiali del mare, ma le previsioni a lungo termine sono complicate dalla qualità dei dati antecedenti l'inizio delle osservazioni satellitari. Il rapporto stesso afferma inoltre che non esiste un andamento chiaro nel numero annuale dei cicloni tropicali nel mondo. Altri effetti paventati dall'IPCC comprendono l'innalzamento del livello dei mari di 180 — 590 mm nel 2090-2100 rispetto ai valori del periodo 1980-1999, ripercussioni sull'agricoltura, rallentamenti nella corrente nord-atlantica causati dalla diminuzione della salinità dell'oceano Atlantico (dovuta allo scioglimento dei ghiacci), riduzioni dello strato di ozono, aumento nell'intensità di eventi meteorologici estremi, acidificazione degli oceani e la diffusione di malattie come la malaria e la dengue.
Uno studio prevede che di un campione di 1 103 specie di piante e animali, dal 18% al 35% si estingueranno per il 2050, in base ai futuri mutamenti climatici. Tuttavia, pochi studi hanno documentato una relazione diretta tra l'estinzione di specie e i mutamenti climatici e uno studio suggerisce che il tasso di estinzione è ancora incerto.

#### Attribution science
L'attribution science (attribuzione scientifica) è una branca scientifica recente (2010) che si propone di analizzare le cause di un dato fenomeno. Nel rapporto dell'IPCC Climate change 2021: the physical science basis si tiene conto di queste ricerche che confermano come l'aumento, sul lungo periodo temporale, di fenomeni atmosferici estremi sia correlato all'aumento delle temperature prodotto da attività antropiche.

### Economici
Alcuni economisti hanno cercato di stimare i costi economici aggregati netti dei danni causati dai mutamenti climatici. Tali stime sono lontane dal presentare conclusioni definitive: su circa un centinaio di stime, i valori variano da 10 $ per tonnellata di carbonio (3 dollari per tonnellata di anidride carbonica) fino a 350 dollari (95 dollari per tonnellata di anidride carbonica), con una media di 43 dollari per tonnellata di carbonio (12 dollari per tonnellata di anidride carbonica).

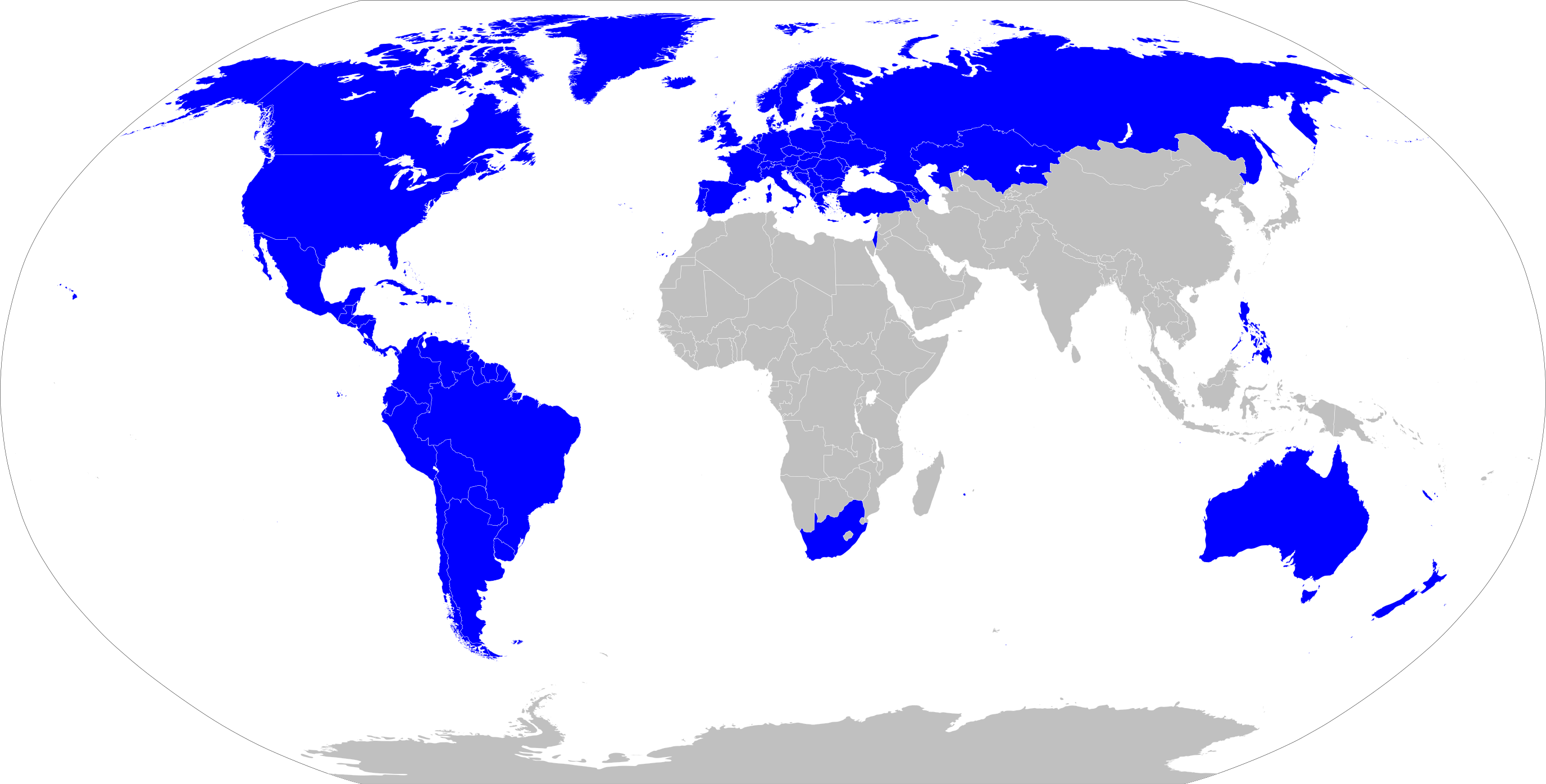
Il mondo occidentale è stato sino alla fine del XX secolo il maggior responsabile delle emissioni di CO_{2}

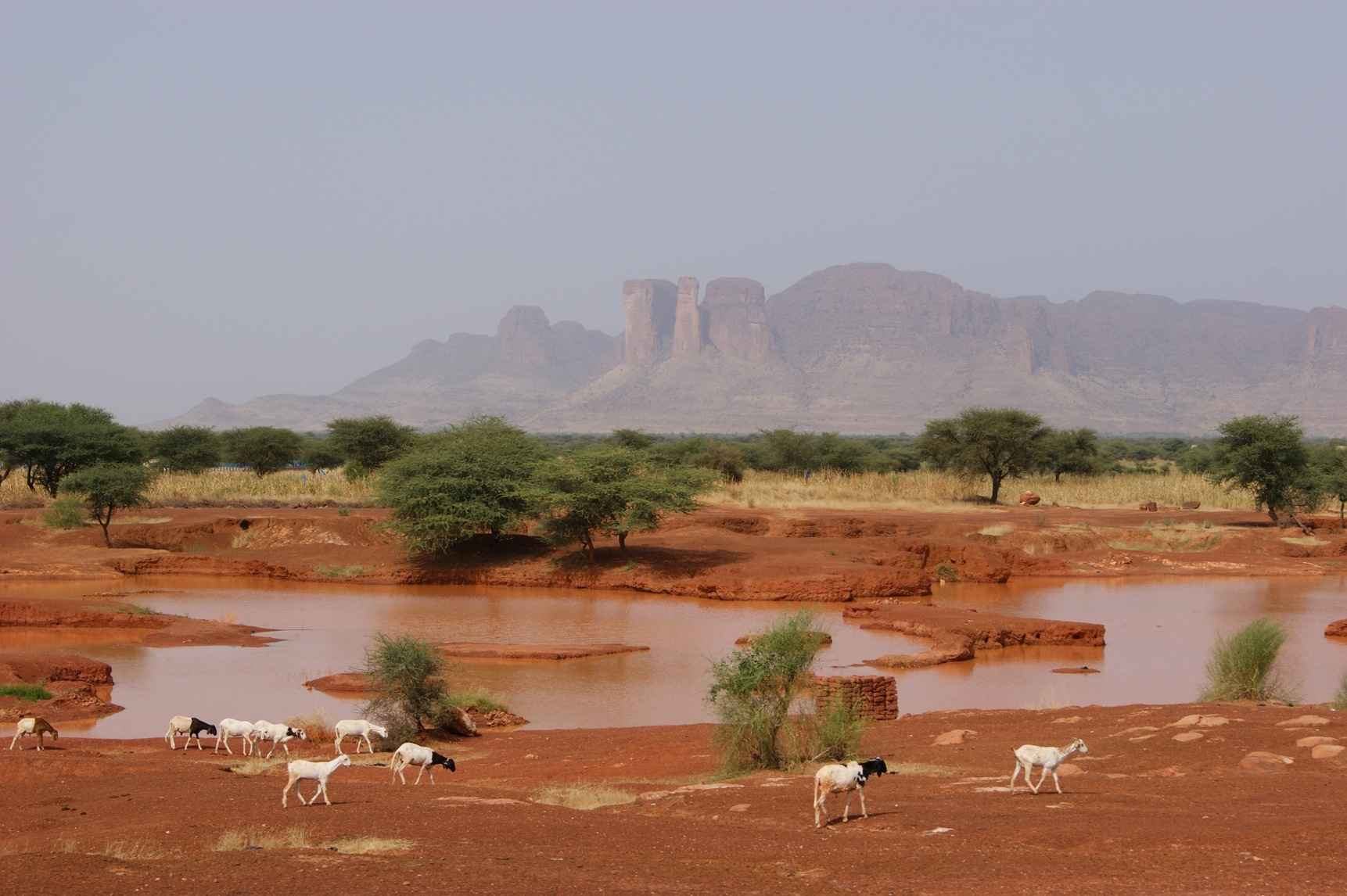
La siccità del Sahel, negli anni settanta e ottanta creò una carestia che causò la morte di un milione di persone e ne colpì oltre 50 milioni

Lo Stern Review, un rapporto molto pubblicizzato sull'impatto economico potenziale, ha ipotizzato una riduzione del PIL globale di un punto percentuale a causa degli eventi meteorologici estremi e nello scenario peggiore la riduzione del 20% dei consumi globali pro capite. La metodologia e le conclusioni di questa pubblicazione sono state criticate da molti economisti., mentre altri hanno accolto favorevolmente il tentativo di quantificare il rischio economico.
Gli studi preliminari suggeriscono che i costi e i benefici della mitigazione del fenomeno di riscaldamento globale sono a grandi linee attorno alla stessa cifra. In base al Programma delle Nazioni Unite per l'ambiente (United Nations Environment Programme, UNEP), i settori economici che dovranno affrontare con maggiore probabilità gli effetti avversi del cambiamento climatico includono le banche, l'agricoltura e i trasporti. Le nazioni in via di sviluppo che sono dipendenti dall'agricoltura saranno particolarmente colpite.

### Sociali
I climatologi mettono in guardia dalla possibile influenza del riscaldamento climatico sulla stabilità dei popoli, con possibile incremento delle emigrazioni di massa dal Paesi del Sud del Mondo verso i paesi del mondo occidentale in virtù del peggioramento della loro qualità della vita.

### Sanitari

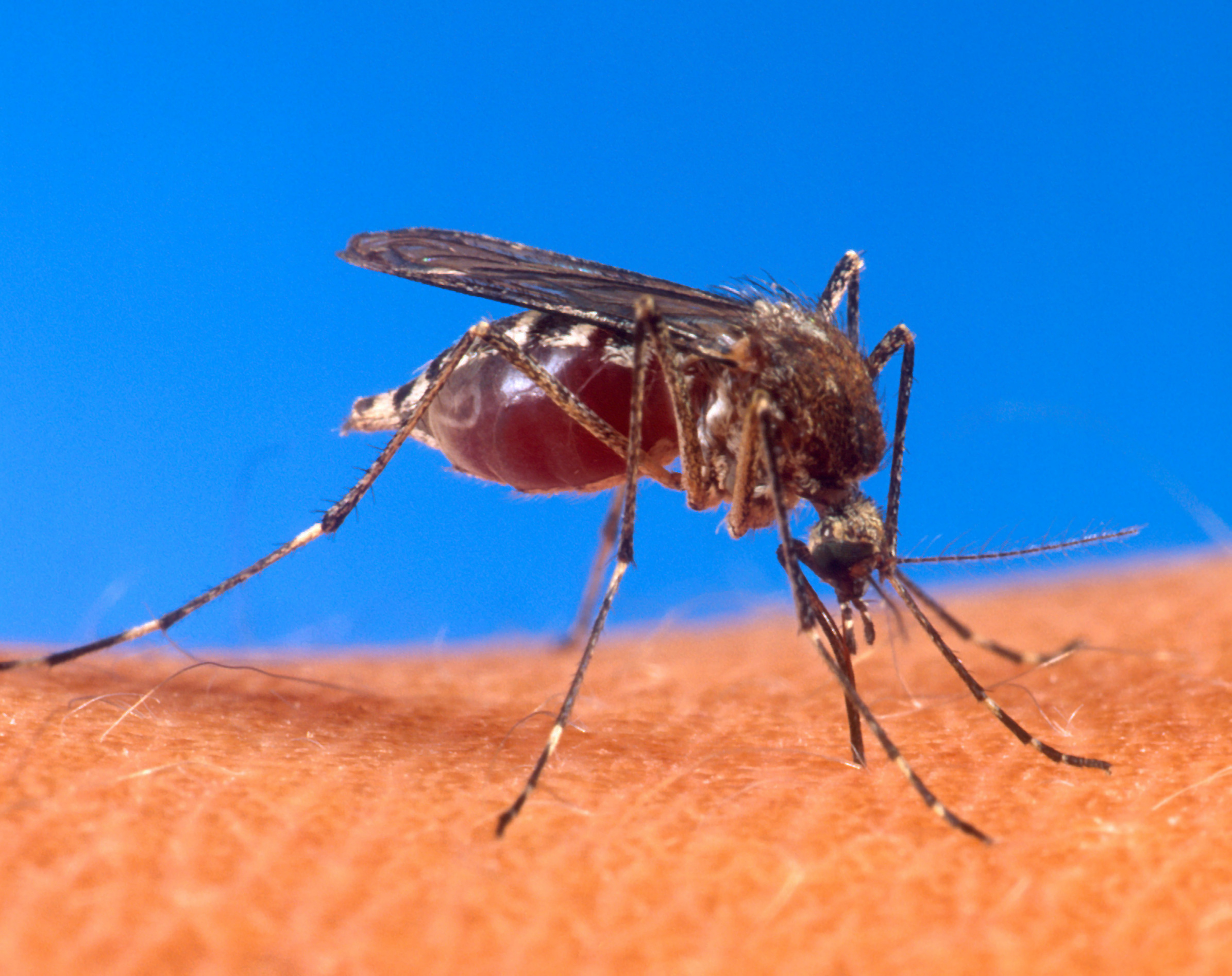
Secondo l'IPCC il riscaldamento globale potrebbe portare con sé l'aumento di malattie tropicali alle medie latitudini

L'aumento di temperatura alle medie e alte latitudini potrebbe favorire la diffusione di malattie di origine tropicali come malaria e altre malattie portate da insetti (es. zanzare, zecche, ecc.) in particolare in concomitanza con le ondate di calore.
Secondo un articolo pubblicato sulla rivista medica Lancet nel 2021, il riscaldamento globale ha un impatto negativo sulla salute umana a causa dell'aumento degli eventi meteorologici estremi e indirettamente per l'effetto negativo che ha sulla produzione di cibo; sono ritenuti particolarmente vulnerabili coloro che svolgono per lavoro attività all'aperto.

## Dibattito scientifico

### Controversia sul riscaldamento globale

Andamento della temperatura negli ultimi 2000 anni secondo diverse ricostruzioni: l'andamento degli ultimi 1000 anni è noto come hockey stick per via della somiglianza con la forma di una mazza da hockey (controversia della mazza da hockey)

Per controversia sul riscaldamento globale si intende una disputa riguardante le cause, la natura e le conseguenze dell'attuale riscaldamento globale. 
Queste controversie appaiono tuttavia molto più vigorose a livello mediatico che non all'interno della comunità scientifica stessa, concorde sull'ipotesi che questo sia di fatto causato dall'attività antropica grazie agli studi condotti in primis dall'IPCC.

### Posizione dell'IPCC

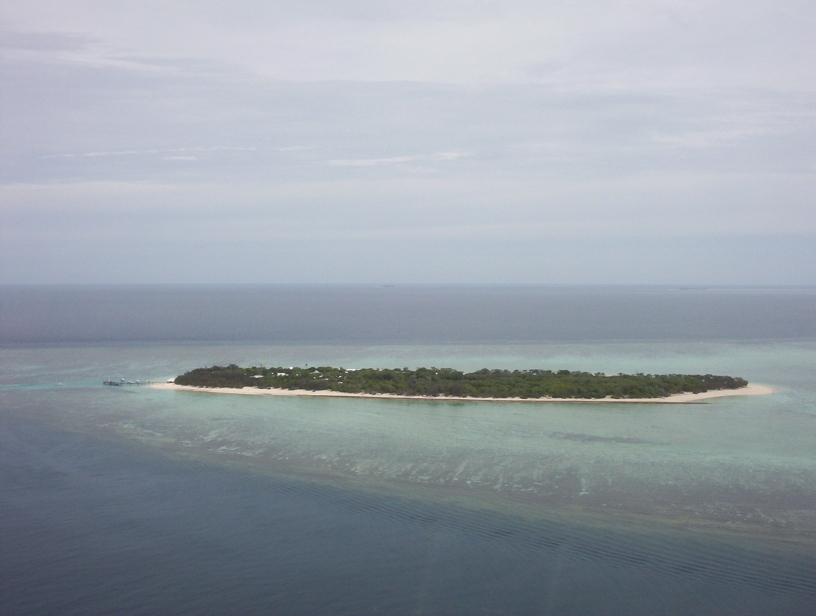
Secondo l'IPCC, le isole tropicali sono a rischio di sommersione per l'innalzamento del livello di mari e oceani

L'IPCC ha concluso nei suoi "studi di attribuzione" delle cause (primo, secondo, terzo, quarto, quinto e sesto rapporto) (peso di ciascun contributo, antropico e naturale) che «la maggior parte dell'incremento osservato delle temperature medie globali a partire dalla metà del XX secolo è molto probabilmente da attribuire all'incremento osservato delle concentrazioni di gas serra antropogenici» attraverso un aumento dell'effetto serra; viceversa i fenomeni naturali come le fluttuazioni solari e l'attività vulcanica hanno contribuito marginalmente al riscaldamento nell'arco di tempo che intercorre tra il periodo pre-industriale e il 1950 e hanno causato un lieve effetto di raffreddamento nel periodo dal 1950 all'ultimo decennio del XX secolo.
L'incremento medio globale sarebbe dunque attribuibile all'aumento della concentrazione atmosferica dei gas serra, in particolare dell'anidride carbonica, quindi una conseguenza dell'attività umana, in particolare della generazione di energia per mezzo di combustibili fossili e della deforestazione, che genera a sua volta un incremento dei gas serra, essendo la comunità scientifica concorde nel ritenere che la causa del riscaldamento globale sia appunto di origine antropica.
Queste conclusioni sono state supportate da almeno 30 associazioni e accademie scientifiche, tra cui tutte le accademie nazionali della scienza dei paesi del G8.
Le conclusioni raggiunte dall'IPCC sono basate anche da un'analisi di oltre 928 pubblicazioni scientifiche dal 1993 al 2007, in cui si osserva che il 75% degli articoli accetta, esplicitamente o implicitamente, la tesi scientifica del contributo antropico al riscaldamento, mentre il restante 25% degli articoli copre unicamente metodologie o paleoclimatologia per cui non esprime opinioni in merito. In particolare, nel quarto Rapporto IPCC del 2007, viene evidenziato come, molto probabilmente (95%), le cause del cambiamento climatico osservato nell’ultimo secolo siano imputabili alle attività umane ed in particolare all’emissione di gas serra (specialmente CO2 e CH4) nell’atmosfera, oltre che all’incontrollata deforestazione degli ultimi anni.

### Scenari futuri

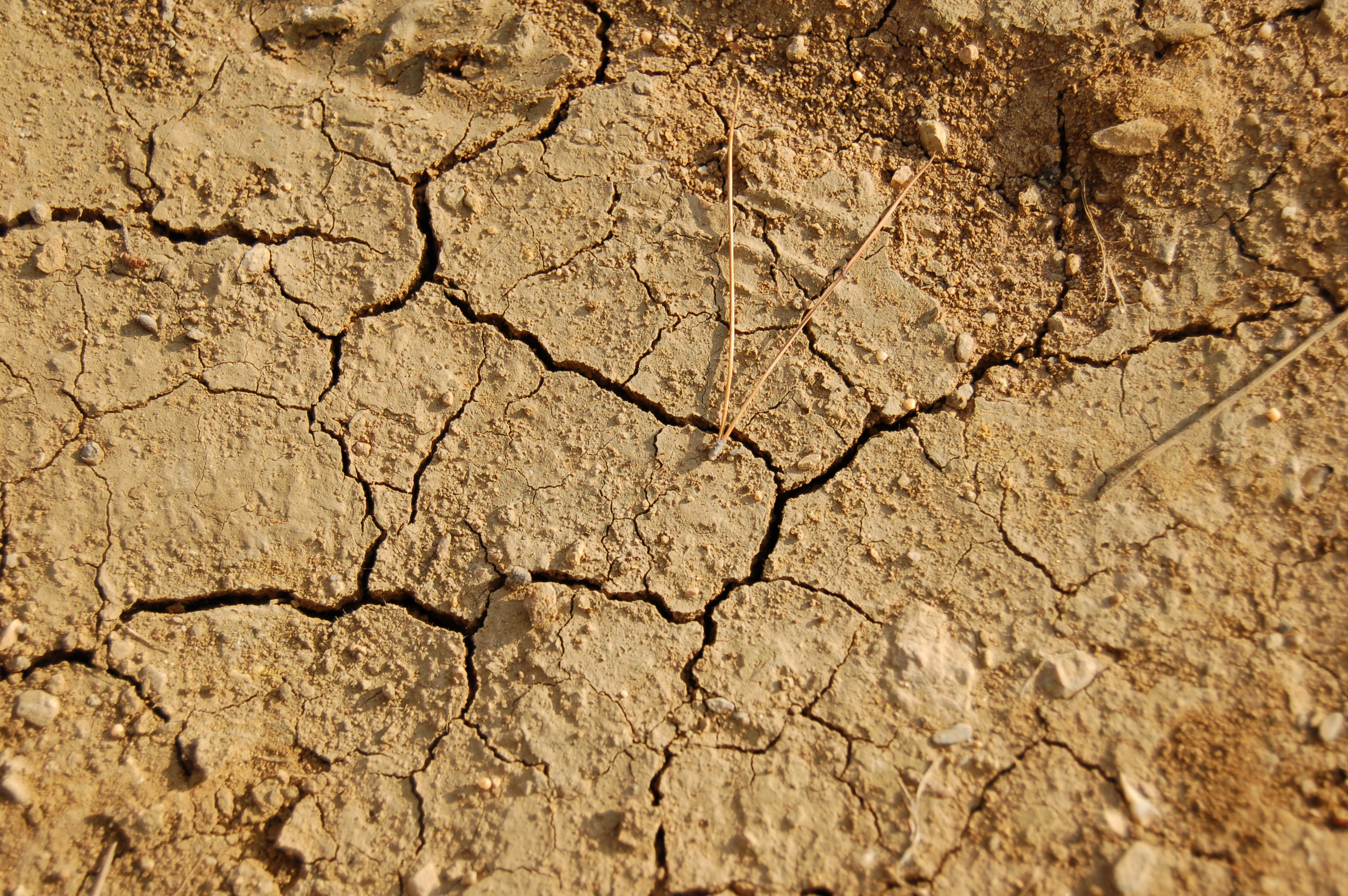
Siccità

I rapporti dell'IPCC suggeriscono che durante il XXI secolo la temperatura media della Terra potrebbe aumentare ulteriormente rispetto ai valori attuali, da 1,1 a 6,4 °C in più, a seconda del modello climatico utilizzato e dello scenario di emissione di gas serra ipotizzato. La maggioranza dei modelli previsionali prevede che il riscaldamento sarà maggiore nella zona artica e comporterà una riduzione dei ghiacciai, del permafrost e dei mari ghiacciati, con possibili modifiche alla rete biologica e all'agricoltura. Il riscaldamento climatico avrà effetti diversi da regione a regione e le sue influenze a livello locale sono comunque molto difficili da prevedere. Come risultato dell'incremento in atmosfera del diossido di carbonio gli oceani potrebbero diventare più acidi. I modelli negli anni 2000 e a seguire, oltre ad un progressivo aumento della temperatura media globale, prevedono anche un incremento del ciclo dell'acqua con aumento di fenomeni estremi ovvero siccità e alluvioni.
I prossimi anni risultano cruciali; le analisi scientifiche più recenti (IPCC, 2018) hanno dimostrato che solo agendo subito, riducendo drasticamente le emissioni di CO2 entro il prossimo decennio, saremo in grado di contenere l’aumento della temperatura media globale ben al di sotto dei 2 °C rispetto alla temperatura media preindustriale. Ma per raggiungere questo obiettivo è necessaria una revisione delle politiche energetiche a livello internazionale. In altre parole, la transizione energetica deve avvenire molto più rapidamente di quanto attualmente previsto. Secondo il recente rapporto IRENA (2019) riguardante la trasformazione del sistema energetico globale, per raggiungere gli obiettivi climatici previsti dalla COP21, la diffusione delle energie rinnovabili dovrebbe aumentare di almeno sei volte rispetto agli attuali piani dei maggiori paesi industrializzati. Se si decidesse di seguire gli attuali piani energetici, infatti, le emissioni annue di CO2 legate alla produzione di energia diminuirebbero solo leggermente entro il 2050; ciò contribuirebbe a far aumentare la temperatura media superficiale del nostro pianeta di almeno 2,6 °C entro il 2050 rispetto al periodo preindustriale, con devastanti ripercussioni sociali, politiche ed economiche.

### Considerazioni finali
In generale com'è noto dalla teoria dei sistemi dinamici tutti i sistemi fisici, compreso dunque il sistema climatico, se sottoposti a un forcing energetico o perturbativo costante nel tempo tendono all'equilibrio dopo un'iniziale fase di "transizione di stato"; per effetto dell'attuale riscaldamento globale anche il sistema climatico, a parità di concentrazione di gas serra in atmosfera, troverà dunque un nuovo equilibrio (in questo caso equilibrio termico e precipitativo) come accaduto con altri mutamenti climatici nel passato. 

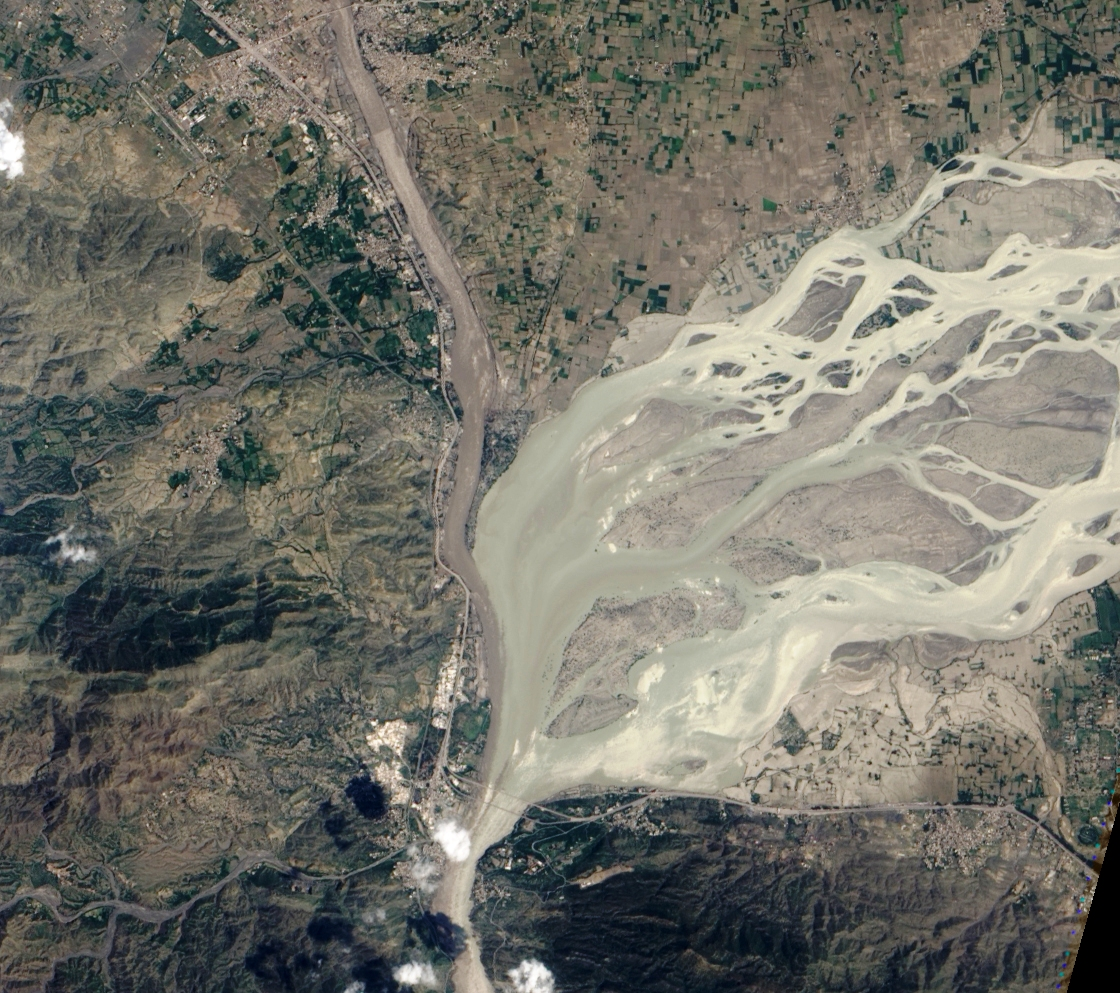
Alluvione

Questo nuovo equilibrio sembra però del tutto incompatibile con la società attuale e gli stili di vita della popolazione occidentale, con il modello di sviluppo dell'economia di mercato basato prevalentemente sul consumo di combustibili fossili e la trasformazione sempre più intensiva di risorse naturali per alimentare il PIL delle economie nazionali.
In assenza di contromisure adeguate, tra gli effetti appare dunque inevitabile un aumento costante di CO2 in atmosfera con un forcing energetico crescente e dunque con un effetto serra via via crescente e scenari futuri peggiori in termini di qualità della vita, disastri naturali, migrazioni di massa, assestamento o diminuzione dell'incremento demografico, mettendo a rischio la sopravvivenza di molte specie viventi della biosfera, compreso l'uomo, fino anche al caso limite di estinzioni di massa.

## Dibattito politico
Il graduale incremento dei dati scientifici disponibili sul riscaldamento globale ha alimentato a partire dagli anni settanta un crescente dibattito politico che ha poi incominciato a considerare tra le sue priorità anche il contenimento delle emissioni dei gas serra e l'utilizzo di fonti energetiche alternative e rinnovabili.
Nel 2007 alcune organizzazioni internazionali hanno riconosciuto l'importanza della sensibilizzazione sul riscaldamento globale in atto nel nostro pianeta. Per la prima volta l'orologio dell'apocalisse è stato modificato con una motivazione non inerente esclusivamente il pericolo nucleare, ma anche sul mutamento climatico. Il premio Nobel per la pace è stato assegnato al Comitato intergovernativo sul cambiamento climatico e ad Al Gore, quest'ultimo ha organizzato il Live Earth e girato Una scomoda verità, film che ha ricevuto il premio Oscar al miglior documentario, anche se recentemente ha ricevuto molte critiche circa la sua attendibilità scientifica e la reale fondatezza di previsioni eccessivamente catastrofistiche, tanto da generare un climategate, anche se poi si è concluso con un nulla di fatto.

I paesi del BRICS difendono lo sviluppo delle loro rispettive economie nazionali

Emissioni mondiali di gas serra per persona nell'anno 2000

A livello globale non tutti i governi sono concordi nel contrastare il riscaldamento globale in quanto con la riduzione delle emissioni di CO2 è in gioco la crescita economica dei paesi emergenti (in particolare BRICS). In particolare il premier russo Vladimir Putin ha dichiarato che temperature più elevate in Russia, dove il riscaldamento globale è più accelerato, sarebbe utile per contrastare il clima rigido e favorire lo sviluppo della zona artica.
Anche a livello europeo il riscaldamento climatico è diventata una priorità. Per la fine del 2008 erano attese una serie di misure legislative volte a ridurre i gas a effetto serra del 20%. Nel dicembre 2009 si è svolto il Vertice di Copenaghen, dove per la prima volta nella storia si è tentato di raggiungere, fra enormi difficoltà, un punto di vista comune fra la maggior parte degli stati mondiali. Tuttavia secondo molti osservatori questo accordo, che di fatto riguarda Stati Uniti, Cina, India, Sudafrica e Brasile, dandosi degli obiettivi di massima (fra cui tentare di limitare a 2 °C l'aumento della temperatura globale media), ma non vincolanti, è solamente un primo passo cui dovranno seguirne altri affinché abbia una ragionevole efficacia.
Nel 2015 tutti i paesi delle Nazioni Unite hanno negoziato l'Accordo di Parigi, che mira a contenere l'aumento della temperatura media globale al di sotto della soglia di 2 °C oltre i livelli pre-industriali e di limitare tale incremento a 1,5 °C, poiché questo ridurrebbe sostanzialmente i rischi e gli effetti dei cambiamenti climatici. Il contenuto dell'accordo è stato negoziato dai rappresentanti di 196 stati alla XXI Conferenza delle Parti dell'UNFCCC. L'accordo ha sostituito il protocollo di Kyoto. A differenza di Kyoto, durante l'accordo di Parigi non è stato fissato nessun patto vincolante sulle emissioni. Invece è stata resa vincolante la procedura di stabilire regolarmente obiettivi sempre più ambiziosi e di rivalutare questi obiettivi ogni cinque anni. L'accordo ha ribadito che i paesi in via di sviluppo devono essere sostenuti finanziariamente. Nel novembre 2018 195 membri dell'UNFCCC hanno firmato l'accordo e 184 hanno deciso di farne parte.
L’Accordo prevede principalmente il raggiungimento di un equilibrio tra emissioni e assorbimenti di gas serra a partire dal 2050, mantenendo l'aumento della temperatura globale ben al di sotto dei 2 °C. L’Accordo prevede inoltre che: 
- si analizzino i risultati ottenuti ogni cinque anni;
- le azioni per il clima a favore dei Paesi in via di sviluppo siano finanziate con 100 miliardi di dollari l'anno, fino al 2020, con l'impegno a continuare questo finanziamento anche dopo il 2020.

L'Accordo di Parigi suggerisce inoltre che si possa limitare il riscaldamento globale con delle politiche energetiche incisive, come l'aumento dei prezzi dei combustibili fossili in favore di investimenti in tecnologie a bassissima emissione di carbonio. Tuttavia, nonostante i buoni propositi della COP21, il sistema energetico mondiale continua a essere il maggiore emettitore di gas serra, in quanto ancora dipendente dai combustibili fossili. L'Accordo di Parigi è stato firmato nel 2015 e da allora le emissioni di CO2 legate alla produzione di energia sono aumentate del 4%. In particolare il 2018 ha visto crescere il consumo energetico mondiale del 2,3%, quasi il doppio rispetto al tasso medio di crescita registrato negli ultimi dieci anni. Tra le motivazioni di tale crescita troviamo le condizioni meteorologiche estreme che in alcune parti del mondo hanno causato un aumento della domanda di riscaldamento e di raffreddamento. Questa richiesta di energia è stata soddisfatta principalmente dai combustibili fossili, i quali hanno contribuito per il 77% all'intero ammontare di energia prodotta. Come risultato del maggiore consumo energetico, le emissioni globali di CO2 legate alla produzione di energia hanno raggiunto la cifra record di 33,1 miliardi di tonnellate, con un aumento rispetto al 2017 dell'1,7%.

## Misure correttive

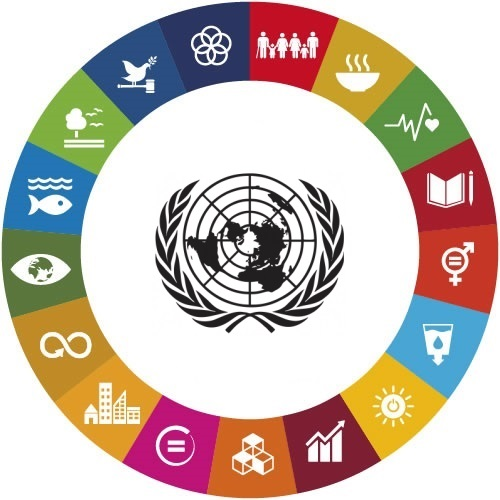
Logo dello sviluppo sostenibile

Il consenso scientifico attorno al riscaldamento globale e le previsioni di aumento delle temperature hanno convinto vari paesi, aziende e individui ad adottare delle misure per cercare di limitare questo fenomeno. Le contromisure correttive più immediate si articolano intorno alla riduzione della concentrazione di CO2 nell'atmosfera come effetto mitigatore attuabile attraverso varie possibili azioni:
- riduzione delle emissioni di CO2 da parte dei paesi industrializzati e contenimento di quelli emergenti (BRICS), attraverso l'abbattimento dell'uso dei combustibili fossili e l'utilizzo di fonti di energia alternativa o rinnovabile o aumento dell'efficienza energetica, in ragione anche di uno sviluppo sostenibile e in vista dell'esaurimento dei combustibili fossili. Questa soluzione è considerata problematica dal punto di vista economico dal momento che sono in gioco le economie nazionali e gli interessi dei singoli stati ovvero il loro livello di sviluppo economico in termini di occupazione, ricchezza e qualità della vita, situazione peraltro aggravatasi con la grande recessione del XXI secolo.
- sequestro di CO2 in atmosfera attuabile, ad esempio, con una maggiore quantità di alberi piantati (rimboschimento) oppure con l'uso di appositi filtri industriali e relativo stoccaggio.

L'ultima soluzione risulta problematica dal punto di vista tecnico mentre, nel primo caso, dipende strettamente dalla volontà e dagli impegni presi dai singoli paesi.
Molti gruppi ambientalisti incoraggiano inoltre linee di condotta per i consumatori, ed è stato suggerito l'impiego di quote sulla produzione mondiale di combustibili fossili, indicandoli come una fonte diretta di emissioni di CO2. È stata altresì suggerita una tassa sulle emissioni di carbonio che eviterebbe l'imposizione di un sistema di quote sulle emissioni (quote che potrebbero essere allocate su base individuale o nazionale, e potrebbero essere commerciate tra i vari beneficiari). Una tassa sulle emissioni è in vigore in Danimarca dal 1990 e ha portato alla riduzione delle emissioni del 15% dal 1990 al 2008.

Cattura e sequestro del carbonio

Sono attualmente in progetto delle misure per ridurre le emissioni causate dalla deforestazione, specialmente nei paesi in via di sviluppo. In un tentativo di adattarsi al riscaldamento globale, è stato anche proposto di sviluppare delle metodologie di controllo meteorologico. Sono allo studio anche progetti di geoingegneria più ambiziosi ma che potrebbero avere degli effetti imprevisti, quali per esempio il rilascio su scala massiccia di solfati nell'atmosfera che dovrebbero ridurre l'irraggiamento solare oscurando leggermente il cielo. Sempre per mitigare il riscaldamento globale, è stato proposto di introdurre nuove leggi che obblighino a costruire case più efficienti dal punto di vista energetico.

### Protocollo di Kyōto

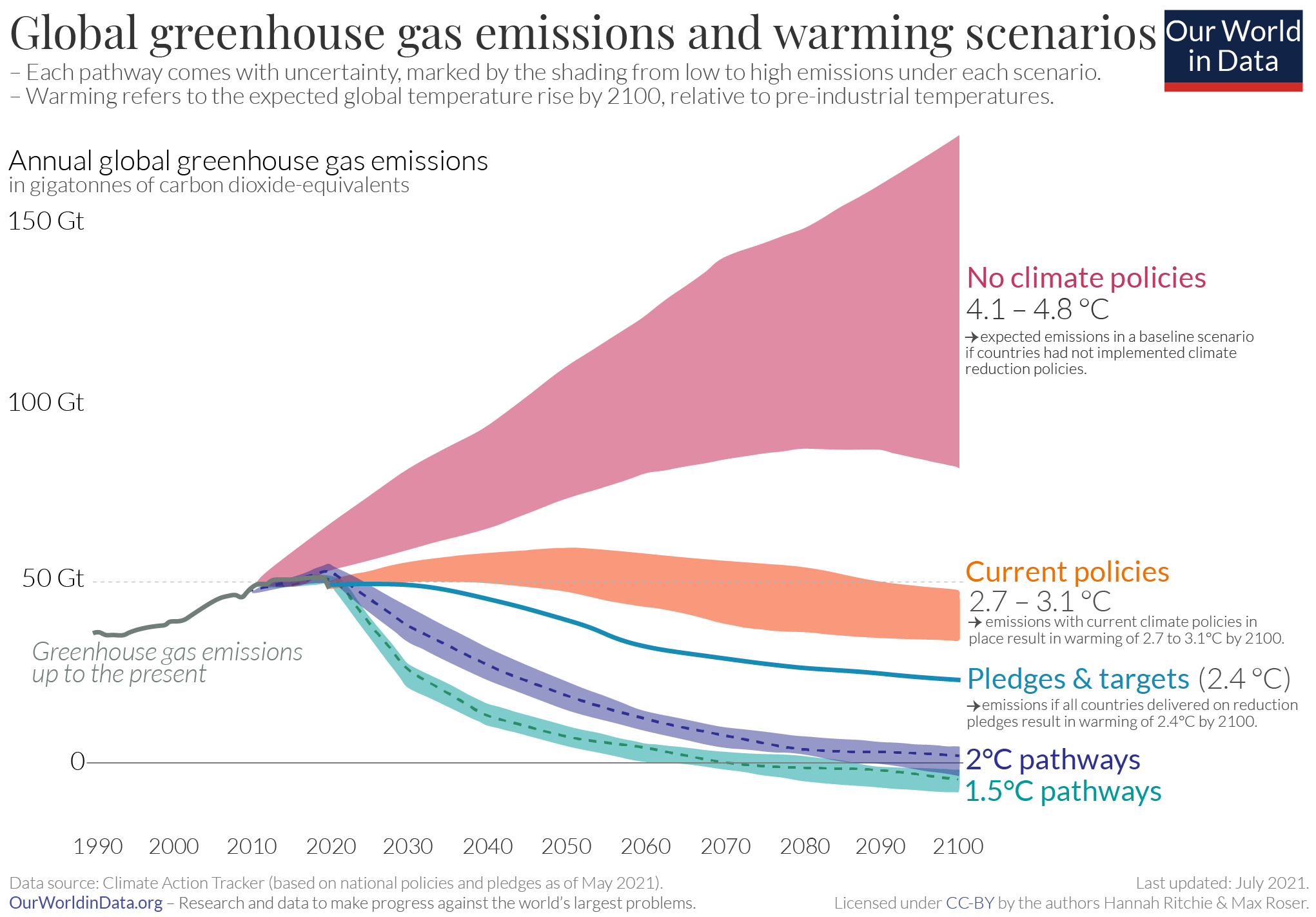
Potenziali scenari futuri delle emissioni globali di gas serra. Se tutti i paesi raggiungessero gli attuali impegni fissati dall'accordo sul clima di Parigi, il riscaldamento medio entro il 2100 andrebbe ben oltre l'obiettivo dell'accordo di Parigi di mantenere il riscaldamento "ben al di sotto dei 2°C".

Il principale accordo internazionale per il controllo del riscaldamento globale è il Protocollo di Kyōto, un emendamento allo United Nations Framework Convention on Climate Change negoziato nel 1997. Il Protocollo copre 180 nazioni globalmente e più del 55% delle emissioni di gas serra globali. Fu messo in atto il 16 febbraio 2005. Solo gli Stati Uniti e il Kazakistan non hanno ratificato il trattato.
Il Presidente degli Stati Uniti George W. Bush ha contestato il Protocollo di Kyōto giudicandolo ingiusto e inefficace per la soluzione del problema del riscaldamento globale, affermando che "esclude l'80% del mondo, tra i principali stati per popolazione come Cina e India e potrebbe costituire una seria minaccia per l'economia degli Stati Uniti". Il governo statunitense ha invece proposto il miglioramento delle tecnologie per l'energia, mentre alcuni stati e città statunitensi hanno incominciato a supportare localmente il Protocollo di Kyōto, attraverso la Regional Greenhouse Gas Initiative. Lo U.S. Climate Change Science Program è invece un programma di cooperazione tra più di 20 agenzie federali per indagare sui cambiamenti climatici.

### Protocolli europei
L'Unione Europea ha proposto nel 2008, come parte della soluzione al riscaldamento globale, oltre al supporto al Protocollo di Kyōto, il cosiddetto "Pacchetto Clima 20-20-20", che prevede l'aumento del 20% nell'efficienza energetica, la riduzione del 20% delle emissioni di gas serra e l'aumento del 20% della quota di energie rinnovabili entro il 2020; la maggior parte dei Paesi ha raggiunto gli obiettivi previsti.
In seguito, nell'ambito delle proposte normative della commissione europea note come Green Deal europeo, è stato presentato un pacchetto di riforme legislative, noto come Fit for 55.